# Diario de Pernambuco
Le Diario de Pernambuco est un journal quotidien paraissant à Recife, dans l'État fédéré du Pernambouc, au Brésil. Fondé le 7 novembre 1825 par le typographe Antonino José de Miranda Falcão, le Dario s'enorgueillit d'être le quotidien le plus ancien encore en circulation en Amérique latine. À la naissance du journal, le Brésil venait d'accéder à l'indépendance, et la ville de Recife n'était pas même encore la capitale de la province de Pernambouc et ne le deviendra qu'un an et trois mois plus tard. Pendant ses près de deux siècles d'existence, le journal traversera donc toutes les périodes et partagera toutes les vicissitudes de l'histoire du Brésil et du Pernambouc.
Le Diario commença sa carrière comme un simple bulletin d'annonces, puis se développa progressivement, dans les décennies suivantes, en un journal quotidien au plein sens du terme, d'une part par un élargissement de sa formule éditoriale, qui s'enrichit bientôt de correspondances, de billets payants (les « articles sur demande », souvent polémiques et politiquement orientés), d'actualités nordestines et nationales (sur la base de dépêches d'agence à partir de 1874), d'articles de fond signés de l'équipe de rédaction, de rubriques littéraires, économiques, etc., enfin par l'arrivée de collaborateurs réguliers, et d'autre part, par une extension de sa zone de chalandise, grâce à des nouvelles en provenance des provinces voisines et à un réseau de courriers et de correspondants sur place.
D'abord de tendance nettement libérale sous le bouillant premier directeur Miranda Falcão, qui fit un séjour de 14 mois en prison pour délit de sédition, le Diario se fera, après qu'il eut été racheté en 1835 par la firme Pinheiro & Faria, le soutien du pouvoir conservateur en place, posture politique qui lui vaudra notamment de se voir adjuger le marché de la publication des actes officiels, cela sans discontinuer pendant plus de 60 années, abstraction faite des périodes d'ostracisme correspondant en général aux périodes où le parti libéral était au pouvoir. Le journal deviendra même la propriété de l'homme politique Rosa e Silva entre 1901 et 1903. Néanmoins, le journal se déclara hostile à l'esclavage (non seulement dans des billets payants, mais aussi par ses éditoriaux) et se félicita de l'adoption en 1888 de la loi d'or portant abolition de cette institution. Cette position partisane, maintenue en dépit d'emphatiques protestations d'impartialité et de probité intellectuelle, portera le journal à soutenir d'âpres polémiques avec la presse d'opposition et sera cause aussi de quelques déboires, entre autres, sous la Première République, en novembre 1911, lorsque le siège du journal dans le centre de Recife fut cerné par une foule hostile, et une nouvelle fois en 1913, alors que par suite d'un changement de propriétaire le Diario venait de s'affranchir de toute allégeance partidaire et d'adopter une neutralité effective, au lieu de seulement oratoire. Le journal paiera son attitude critique envers le pouvoir en place dans les derniers mois de l'Estado Novo, période marquée en particulier par une fusillade lors d'une réunion publique devant ses locaux, où périt un étudiant.
Au plan rédactionnel et financier, le Diario passa par des hauts et des bas. Les années précédant la mise en faillite de juillet 1934 représentent l'étiage dans l'histoire du journal ; les périodes fastes en revanche furent la décennie 1850, quand notamment l'intellectuel Antônio Pedro de Figueiredo y tenait une chronique hebdomadaire, ainsi que les années postérieures à la rénovation de 1934, où le journal bénéficia de la collaboration de quelques grandes plumes telles que Gilberto Freyre et Assis Chateaubriand.

## Histoire

### Fondation et premières années

#### Premier numéro
Le Diario fut fondé le 7 novembre 1825 par le typographe Antonino José de Miranda Falcão, à son propre domicile, sis au no 256 de la rua Direita, et sera tout d'abord imprimé sur une seule feuille, comme bulletin d'annonces immobilières, de ventes aux enchères, d'objets perdus et trouvés, etc., au prix de 40 réis. Sa présentation se fera, dans le journal lui-même, de la manière suivante :

« Attendu qu'il manque dans cette ville assez peuplée un journal d'annonces, qui permettrait de faciliter les transactions et de communiquer au public des annonces susceptibles d'intéresser chacun en particulier, l'administrateur de la Typographia de Miranda e Companhia se propose de publier tous les jours de la semaine excepté seulement les dimanches le présent Journal, dans lequel, sous les intitulés de Achats/ventes – Ventes publiques – Locations - Baux - Emphytéose - Vols - Pertes – Objets trouvés – Fuites et captures d'esclaves - Voyages – Affrêtements - Nourrices, etc., paraîtra tout ce que l'on voudra faire savoir à ce propos ; ce pourquoi il invite toutes les personnes, qui auraient besoin de faire des annonces sous l'un quelconque de ces intitulés ou d'autres, de les apporter à l'imprimerie même, où elles seront imprimées gratuitement, moyennant que l'on soit abonné. »

Dans les premières années du journal, les articles de rédaction resteront rares, et le Diario n'accueillera que quelques billets polémiques. Le contenu du no 41, constitué uniquement d'annonces légères et d'informations maritimes, ne suffisait même pas à remplir les quatre pages, la quatrième et une grande partie de la troisième étant en effet restées blanches.

#### Liberté de la presse
Le 1er février 1827, c'est-à-dire dans le numéro 25 de cette année, la première page s'ouvrait par un article intitulé Liberdade de Imprensa (« Liberté de la presse »), commençant ainsi :

« Les moyens d'assurer les avantages de cette salutaire institution [la liberté de la presse, NdT], les moyens de rendre efficace sa garantie, les moyens, enfin, de faire devenir profitable ce premier ingrédient des gouvernements constitutionnels, tous ces moyens se réduisent à prévenir ses désastreux abus ; c'est en cela seul que réside toute la difficulté. Il serait vain de prétendre tirer profit de la liberté d'écrire et de publier nos pensées, si, les pensées se transformant en faits sous l'effet de leur publication par écrit, cette liberté fût convertie en refuge, à l'abri duquel les droits des autres pussent incessamment et impunément être violés et toutes les actions d'un gouvernement être continuellement calomniées. »

Cet éditorial, après avoir occupé plus de deux pages, se terminait par la mention à suivre, et se poursuivra sur plusieurs éditions du journal. Cependant, adoptant désormais une formule plus large, la feuille publiait aussi, à côté de rares articles de la rédaction, des Variétés et des Correspondances, avec des signatures cryptées.
À partir de 1828, en même temps que le format augmentait à 30 x 20 cm, le tarif de l'abonnement mensuel fut rehaussé à 640 réis. À côté du contenu habituel, l'on y trouvait déjà la reproduction des actes officiels. Le 15 novembre, la devise suivante (en français) vint à figurer à droite sous le titre : « Le Citoyen généreux, en servant la patrie, ne peut avoir le dessein de se rendre haïssable, ou méprisable, à ses yeux — Morale universelle », et sera par la suite maintenue jusqu'en avril 1829.

#### Position politique duDiarioet incarcération de Falcão
En février 1829, le propriétaire du journal, Antonino Falcão, qui avait participé à une rébellion républicaine avortée en distribuant des bulletins séditieux et en organisant des réunions secrètes, pendant que d'autres individus se rendaient à l'intérieur de la province pour enrôler des partisans et faire acquisition d'armes, se trouvait en prison et dut rédiger sa Correspondance contre le prêtre conservateur Francisco Ferreira Barreto depuis sa cellule, puis la faire parvenir à son suppléant. L'année précédente déjà, selon l'hebdomadaire O Amigo do Povo (litt. l'Ami du peuple, édition du 20 juin 1829), Antonino Falcão avait été inculpé par le procureur, le père Bernardo Luiz Ferreira, du chef de délit de presse, pour avoir injurié « le Haut Caractère, la Dignité, le Moral et la Personne de S. M. I., chef du Pouvoir exécutif », à travers quelques vers sans signature publiés dans son journal ; cependant, le tribunal, réuni le 31 juillet, décida de l'acquitter. Alors qu'il se trouvait encore en prison, où il était détenu comme subversif, Antonino Falcão réussit à envoyer une correspondance au Diario, qui parut dans l'édition du 3 août et à la fin de laquelle l'auteur lançait des vivats à la constitution, à l'empereur, à l'Assemblée législative, à la liberté de la presse, aux juges et aux étudiants de la faculté de droit.
Ayant ainsi pris une posture politique, le Diario se fit l'avocat des principes libéraux, polémiquant d'une part contre O Cruzeiro, lui aussi quotidien, et contre O Amigo do Povo, de publication hebdomadaire, tous deux rédigés par le curé, poète, journaliste et grand prédicateur Barreto, et partit en campagne contre les « principes subversifs » de la société secrète Coluna do Trono e do Altar (litt. Colonne du trône et de l'autel), que défendaient les deux journaux précités, et d'autre part contre le père José M. Falcão Padilha. Les critiques, s'exprimant avec âpreté tantôt dans les éditoriaux, tantôt dans les Communiqués ou dans les Correspondances, et soutenant l'indépendance et la constitution aux côtés de l'empereur Pierre et contre les absolutistes de la Coluna, visaient en même temps le président de la province, Tomás Xavier Garcia de Almeida, lequel écrivait aussi dans O Cruzeiro, usant pour cela d'un pseudonyme. La Coluna do Trono e do Altar dissoute par ordre du gouvernement impérial, le Diario poursuivit ses attaques contre le gouvernement provincial. Du reste, l'attitude du Diario, qui ne cessait de s'en prendre aux Colunas dispersées, valut à son propriétaire de sérieuses menaces de la part du lieutenant-colonel de cavalerie Francisco José Martins.
En 1831, le journal s'enrichissait parfois d'un supplément, de deux ou de quatre pages ou même davantage, pour pouvoir accueillir la masse grandissante des Correspondances. Dans le corps du journal étaient publiées sporadiquement des reprises du journal O Repúblico, qui paraissait à Rio de Janeiro sous la direction d'Antônio Borges da Fonseca.

### Abdication de PierreIeret régence
L'abdication de Pierre Ier, qui ne fut connue à Recife que près d'un mois plus tard, sera sujet à jubilation pour le Diario, qui publia dans le Supplément à son édition du 4 mai, sur seulement quatre lignes, la note suivante : « Nous avons la satisfaction de faire savoir à nos chers concitoyens les heureux événements de la Capitale de l'Empire : l'opinion publique a triomphé. Bravo, Pernamboucains ! » Le lendemain, le journal publia la « Proclamation des représentants de la Nation brésilienne au Peuple du Brésil motivant la cause de la glorieuse Révolution accomplie au sein du gouvernement du Brésil le 7 avril 1831 ». De son côté, Antônio Borges da Fonseca, rédacteur d'O Repúblico, publia dans le Diario une succincte proclamation, intitulée Compatriotas, où l'on put lire : « Le parjure a abdiqué ; qu'il s'en aille en paix jouir du fruit de ses trahisons. (…) Je suis en extase : le plaisir cependant m'amène à des réflexions plus sérieuses. Que la constitution soit notre boussole, avec elle nous vaincrons tout. Prudence, concitoyens ! Modération, ordre et respect à tous nos chefs, et la patrie sera sauve ! ». Dans le numéro suivant était reproduite une allocution du président de la province à la troupe, allocution dans laquelle il recommandait « la plus grande subordination » aux supérieurs.
Le 11 du même mois, le Diario fit figurer sous le titre, et maintiendra jusqu'en mars 1845, la Proclamation de l'Assemblée générale du Brésil : Tout aujourd'hui dépend de nous-mêmes, de notre prudence, modération et énergie ; continuons comme nous avons commencé et nous serons rangés avec admiration parmi les nations les plus civilisées ». Se référant, le 11 octobre 1831, à l'arrivée et à la prise de fonction de Francisco de Carvalho Pais de Andrade, le Diario se réjouit de ce que, pour la première fois, avait été nommé président de province un Pernamboucain.
Le 17 mai 1833, le Diario s'enhardit à fustiger la magistrature, l'équipe de rédaction écrivant en effet dans son éditorial: « La justice est le premier des besoins sociaux ; et le mauvais magistrat est le pire des fléaux que la société puisse subir », puis, après avoir établi un parallèle entre « le batteur d'estrade et le magistrat vénal », et avoir flétri les juges, conseilla de vouer « une grande attention dans les académies à ne pas laisser former des hommes ignorants ; car l'ignorance est la mère des vices, et le juge ignorant est toujours mauvais, et s'il n'est pas vénal il est irrésolu, lent, piloté et exécuteur passif d'ordres supérieurs ». Dans un autre article, fort prolixe, paru dans l'édition du 30 du même mois, se lisait cette objurgation : « La vénalité de notre magistrature et l'impunité du crime datent du régime colonial. Dom Pedro l'a augmentée, protégeant et récompensant les magistrats prévaricateurs, qui favorisaient ses desseins ».
Le journal donna une couverture suivie de la guerre civile des Cabanos, qui se déroulait dans l'intérieur de la province et devait se poursuivre encore en 1834. En l'espèce, il appuya, à travers éditoriaux et correspondances, l'action de la présidence provinciale, laquelle, après une succession rapide de plusieurs titulaires, vint le 4 juin à être exercée par Manuel de Carvalho Pais de Andrade, et celle du commandement militaire. En janvier, il dénonça les frères Abreu e Lima comme conspirateurs s'employant à grossir les rangs des Cabanos et œuvrant à la restauration de Pierre Ier.

#### Cession du journal à Pinheiro & Faria
En février 1835, Antonino Falcão se dessaisit de son entreprise de presse au profit de la firme Pinheiro & Faria. Dans un article de fond, paru dans le journal à la même date, l'on pouvait lire que la nouveau comité de rédaction, « pour être moins éclairé », n'en était « pas moins patriotique, ni moins disposé à se vouer avec zèle à la cause publique, en favorisant la prospérité et la civilisation de la province, et en suivant strictement la voie de l'impartialité, prenant la décence pour thermomètre ». Et de souligner :

« Le Diario de Pernambuco, en tant que journal de commerce, sera plus efficace dorénavant à dispenser des nouvelles de l'étranger, dont on a tant besoin et dont l'absence nous a fait croire à l'action du hasard dans la politique du monde. L'on donnera quotidiennement les cours des diverses rentes, ainsi que, chaque fois qu'il y aura lieu, le prix courant des différentes places de marché, et tous les samedis ceux de cette ville, comme cela a été pratiqué jusqu'ici. »

Les pages du journal seraient désormais ouvertes à toutes les correspondances qui lui seront adressées, si elles visent au « maintien de l'ordre social ou à la dénonciation de la prévarication des fonctionnaires, à condition que [ces correspondances] soient dûment authentifiées et sous la responsabilité de leurs auteurs ». Les informations commerciales (d'importation et d'exportation, portuaires et maritimes) des éditions du samedi allaient occuper les deux pages centrales, sans que le contenu habituel du journal n'en souffrît aucun changement.
Le 9 février 1835, sous l'intitulé de « Il est de nécessité absolue que soit mise en œuvre la réforme de la nation brésilienne », Pedro Autran fit paraître un long article, auquel succéderont d'autres sur le même sujet, et abordera ensuite le thème de l'« Excellence de la religion sur le philosophisme ».
Le 24 avril parut un Communiqué, assorti de la signature O redator do Carapuceiro, dans lequel le gouvernement provincial était critiqué ; l'auteur rappela les politiciens de l'opposition à leur devoir et conclut en disant que la mort de dom Pedro (le 24 septembre 1834) « a déchaîné dans notre Brésil l'hydre à mille têtes de l'ambition ».
Le nouveau patron du journal, Manuel Figueiroa de Faria, parvint en mai 1835 à réaliser la fusion de sa publication avec le Diário da Administração pública, qui lui faisait concurrence. Faria, assumant seul la direction du journal et restant seul propriétaire, en fera l'organe officiel du gouvernement provincial ; à partir de cette date, le Diario de Pernambuco servira de gazette officielle des gouvernements de la province — et de l'État, après l'instauration de la République fédérative — jusqu'à 1911, à l'exception des périodes suivantes : juin 1845 à avril 1948 ; juillet 1863 à mars 1864 ; et mars à août 1890. Dans l'article Introduction, on put lire la déclaration de principe suivante :

« Nous n'embrasserons aucun parti, ni ne nous ferons l'avocat d'aucun, si ce n'est de celui qui nous paraîtra honnête et conforme aux éternels principes de la justice ; et certains, à la suite de Pagès, que seule la loi est l'autorité et la liberté, que hors de la loi on ne trouve qu'usurpation et révolte, nous défendrons toujours la cause de la légalité, sans pour autant couvrir les malversations du pouvoir. […] Une chose est de censurer les actes illégaux de l'autorité qui transgresse les limites de ses compétences, une autre est d'inciter les peuples à la désobéissance et à la révolte, en ôtant sa force morale au gouvernement, et ouvrant par conséquent les digues à l'anarchie et à toutes ses suites terribles. La première façon d'agir est propre aux âmes libres et caractéristique du patriote véritable ; la deuxième est la tactique habituelle et déjà éculée des démagogues et perturbateurs, auxquels il n'y a point, et auxquels il ne peut y avoir, de gouvernement qui convienne ; parce que gouvernement est synonyme de force ; la force se maintient seulement avec l'ordre, et les anarchistes n'aspirent qu'au désordre. […] Nous ne sommes donc ni des créatures ni des parasites du gouvernement ; c'est pourquoi nous réprouverons ceux de ses actes allant à l'encontre de la loi, et loueront ceux que nous jugerons conformes à l'utilité publique et aux dispositions légales […]. »

En même temps, le contenu du Diario s'accrut sensiblement tant en volume qu'en diversité, le journal accueillant à présent d'amples nouvelles du sud du Brésil et de l'étranger, puisées dans les journaux arrivés à Recife par voie maritime.
Le 8 juillet 1835, sous le titre général de Literatura, l'impétueux journaliste Lopes Gama (se dissimulant sous le pseudonyme de O redator do Carapuceiro) commença la publication d'un travail de longue haleine, dans lequel il faisait part de ses « quelques réflexions sur l'élocution de la langue portugaise », voulant offrir « à la jeunesse brésilienne quelques notions nécessaires à l'étude des classiques de notre langue, du reste si riche, si élégante et si majestueuse ». Il divisa en quatre époques « les classiques les plus notables », en les soumettant à un jugement critique. L'étude se prolongea en onze livraisons, sans régularité, pour se terminer le 16 septembre. Vers la même époque fut également créée une section de théâtre.
Le journal tenta ensuite ce qu'il nomma un « curieux système de reportages particuliers », précisé dans la note suivante :

« L'éditeur, propriétaire de la présente feuille, ayant l'ambition de publier quotidiennement une brève narration de tous les faits publics survenus dans cette province, la publication desquels est susceptible de se révéler bénéfique à la morale publique, à la tranquillité civile et à la sécurité des citoyens, requiert ceux qui aiment de cœur l'intérêt général de bien vouloir nous informer de tout événement dont on soit certain qu'il a eu lieu [...]. Nos correspondants devront nous informer de façon circonstanciée de la qualité du délit, de la personne qui l'a perpétré, du lieu et des personnes présentes, enfin, de toutes les circonstances possibles, de sorte que nous puissions nous assurer convenablement de la véracité du fait pour pouvoir le publier [...]. »

Dans un éditorial paru le 29 juillet, le journal tint à mettre en garde ses correspondants contre les excès de langage dirigés contre la réputation d'autrui. Ces dérapages sont sans doute la raison pour laquelle l'on préféra s'abstenir de publier un grand nombre de ces correspondances, dont ne pouvait être tiré qu'un faible, sinon aucun profit. Les limites de la liberté de la presse ne pouvaient être, était-il précisé, dépassées par l'« impétuosité des passions ».

### Deuxième Empire

#### Avènement de Pierre II et période d'ostracisme
Le journal donna dans son Supplément du 10 août 1840 un compte rendu minutieux des événements de la majorité de Pierre II et de son subséquent couronnement, lequel avait eu lieu le 23 juillet.
En guise de message de nouvel an, le journal du matin écrivit dans son édition du 2 janvier 1841 que « la défense de la constitution, l'observance des lois, le respect aux autorités, la vérité dans la narration des faits, la décence dans leur exposé, le rejet des correspondances indiscrètes et illégales, ont toujours été les points de repère sur lesquels [le journal] a dirigé sa marche ferme et immuable ». Soulignant que « la criminelle licence d'écrire fut à coup sûr la première vipère que la maudite discorde lança dans le chaste sein de la Constitution », la rédaction fustigea ensuite l'inconséquence de quelques-uns de ses propres correspondants.
À partir du second semestre de 1842, le Diario eut à affronter les attaques du Diário Novo, journal fondé expressément pour lui faire concurrence. Mais le Diario Velho (« Vieux Journal ») ne prêta pas grande attention aux diatribes de son rival et ne daigna prendre la chose au sérieux que dans son édition du 2 janvier 1843, écrivant :

« Le Diario de Pernambuco, envers et contre toutes les entraves que la mauvaise foi lui oppose, les combats que la convoitise débridée lui porte, doit se maintenir à son poste, doit avoir toujours en point de mire la stabilité du trône, le maintien de l'ordre et le développement matériel du pays, que ses antagonistes s'habillent de la livrée de l'absolutisme ou qu'ils se couvrent des haillons de l'anarchie. »

Désormais donc, le vieux journal du matin polémiquera avec le journal susdésigné, l'attaquant lui ainsi que les dirigeants libéraux Nunes Machado et Urbano Sabino Pessoa de Melo, tout en défendant le gouvernement de Francisco do Rego Barros, baron, puis comte, de Boa Vista.
En 1843, après deux années d'absence, la contribution hebdomadaire du Carapuceiro (litt. le Capuchonnier) revint avec plus d'intensité encore qu'auparavant peupler les colonnes du journal, en déployant les thématiques les plus diverses, dont p.ex. : « Récompenses et châtiments corporels », « le Rêve », « la Comète », « Ce qu'est aujourd'hui chez nous la Religion », « Nos abus dans le culte religieux », « les Bibliomanes », « Dialogue entre le curé et son barbier », « Éducation des filles », « l'Ingratitude », « l'Avarice et la Prodigalité », « le Je-ne-sais-quoi », « le Système de l'inertie », « les Amantes », « la Bienfaisance », « les Riches » et « le Matin d'une femme après une nuit de danse ». Sous chaque article venait s'ajouter un sujet différent, le tout constituant aussi le contenu de la revue O Carapuceiro, dont la diffusion fut à nouveau suspendue.
S'exprimant contre l'esclavage, le Carapuceiro aborda le sujet longuement dans un article intitulé les Maîtres et les esclaves, arguant, en résumé : « Nul homme ne peut acquérir le droit de gouverner un autre homme, pour le rendre malheureux. Les mauvais traitements d'un maître injuste et inhumain sont de manifestes violences, contre lesquelles hurle la loi de nature et que les lois humaines elles-mêmes devraient réprimer ». Puis, le 5 décembre, le chroniqueur aborda le sujet du Luxe dans notre Pernambouc : « Proportionnellement aux circonstances, je crois qu'il n'y a pas au monde de ville où le luxe ait atteint un si haut degré, que dans notre Pernambouc. Personne ne s'occupe de ses possessions, personne ne se soucie de l'avenir, personne ne se préoccupe du sort de sa famille ; ce que tous veulent est fanfaronner, et prendre des airs de riches et de mirliflors ».
Le 27 avril 1843, le collaborateur du journal Antônio Pedro de Figueiredo annonçait dans un sien article la mise en vente d'un ouvrage du philosophe français Victor Cousin, traduit par ses soins, sous le titre Curso de História da Filosofia.
Toujours en 1843, le 23 octobre, le journal inaugura sa série de feuilletons, publiés en bas de page, avec O braseiro, feuilleton suivi ensuite par d'autres petits romans ou contes, toujours repris de journaux du sud.
Dans l'éditorial du 1er avril 1845, l'équipe de rédaction du Diario, ayant constaté que :

« Les annonces, dont l'affluence concourt dans une large mesure à ce retard [de parution], augmentent jour après jour, et vu qu'il n'est pas possible de transiger sur ce point de quelque manière, force est de leur donner leur place quotidiennement. Une grande partie des lecteurs du Diario de Pernambuco aimerait trouver chaque fois dans cette feuille un article de littérature, traitant de cette littérature que attire l'attention de chacun, littérature en vogue, de mode, et presque indispensable dans les journaux — nous parlons du feuilleton — , et de plus aimerait que celui-ci ne soit pas interrompu, ou que du moins les interruptions ne soient ni prolongées ni fréquentes, et c'est cela que le format actuel de notre feuille ne permet pas. »

notifie à ses lecteurs qu'il a par conséquent été décidé que :

« désirant, dans la mesure de nos possibilités, satisfaire tout le monde en tout, et considérant que de cette façon non seulement nous pourrions faire face à ce que l'on nous dit être la grande difficulté des journaux, qui n'est pas de remplir leurs colonnes, mais de présenter en elles tout ce que l'on souhaite et tout ce qui en elles doit paraître, mais aussi éviter le grave embarras d'un choix de sujets, dans la masse de ceux susceptibles d'intéresser le public, c'est-à-dire [l'embarras] de décider lesquels il convient de publier immédiatement, lesquels différer, ou rejeter, nous avons résolu d'accroître la capacité matérielle du Diario de Pernambuco, en l'élevant au format du Jornal do Commercio, et conservant cependant la même taille de caractère, et de le faire paraître aussi les jours fériés non ouvrés, moyennant un abonnement de 4$000 par trimestre. »

Lorsque Manuel de Sousa Teixeira, futur baron de Beberibe, eut assumé la présidence de la province, le Diario perdit en juin 1845 le privilège de bulletin officiel, situation qui se prolongera sous le gouvernement du libéral bahianais Antônio Pinto Chichorro da Gama, inaugurant une période où le journal eut à subir coercitions et persécutions, tout en continuant à supporter les critiques incessantes du Diario Novo, lequel devint quant à lui l'organe du pouvoir en place. Cette phase d'ostracisme perdurera près de trois ans, au cours desquels le journal s'évertuera à mettre au jour les déficiences du gouvernement impérial et à dénoncer les hommes ignorants et hypocrites exerçant au parlement. Le comité de rédaction tint à souligner :

« Le Diario de Pernambuco laisse derrière lui 21 ans d'efforts, de luttes acharnées contre des ennemis intérieurs et étrangers, et de sacrifices en tout genre, pour plaider la cause de l'ordre social et défendre les intérêts de l'industrie. Voici maintenant arrivée la 22e année de sa tenace parution ; et s'il lance un regard effrayé sur la longue carrière qu'il a parcourue, il ne trouve rien là sur le chemin qui puisse lui faire honte ou le décourager. Ainsi continuera-t-il ferme dans le même but, et avec le même courage que celui avec lequel il a jusqu'ici renforcé l'unité sociale et politique par tous les moyens que la presse met à sa portée, tout en apportant les bénéfices de la science à toutes les classes productives du pays. »

Le Diario commença cette année 1846 à sortir plusieurs numéros de six pages. L'année suivante, le rédacteur Pereira do Rego sera remplacé par Antônio Pedro de Figueiredo.
Le 3 janvier 1848, la rédaction consacra de longues considérations sur la situation prévalant alors au Brésil, où persisterait le système « anti-social et rétrograde consistant à discréditer et à détruire tout ce qui provient de l'adversaire, lors même que s'y perçoivent des utilités reconnues ». Dans un numéro, la rédaction brossa le tableau suivant de l'état du Brésil dans les années 1840 :

« Que notre situation est très critique, nul ne le contestera de bonne foi ; le commerce est pour ainsi dire stagnant, l'agriculture est au même niveau que celui laissé par nos aînés ; les finances s'acheminent pas à pas vers cet état terrifiant qui ressemble fort à la faillite ; l'instruction publique appelle ardemment une réforme apte à l'amener dans le voisinage du niveau où elle se trouve dans les pays civilisés d'Europe ; le droit de propriété terrienne est exécrablement réglé ; le travail attend que soient prises des mesures capables de mettre à l'abri des assauts de la sordide avarice la nombreuse et misérable classe ouvrière ; le paupérisme nous menace avec toutes ses terribles conséquences. »

Le même long article se termine par l'exposé de la ligne de conduite que le journal était résolu de maintenir tout au long de l'année qui venait de commencer, ligne de conduite définie comme suit :

« Nous ne nous lierons à aucune des factions partisanes qui ici se débattent : nous continuerons à tenir pour notre boussole la justice, sans nous préoccuper des individualités ; nous nous attacherons à accomplir nos devoirs de rédacteurs qui, collaborant en effet à une gazette qui, telle la présente, n'a pas pour but de soutenir un parti, ne se voient donc jamais forcés à justifier des actes contre lesquels se prononce leur conscience. »

Le 1er mai de cette même année 1840, le Diario manifesta sa grande satisfaction devant le fait que le nouveau président de province, le père Dr Vicente Pires da Mota, venu de São Paulo en remplacement de Chichorro da Gama, eut accepté la proposition faite à Son Excellence par le journal de publier, à titre gratuit, les documents du gouvernement. L'on tint néanmoins à préciser :

« Quel que soit, enfin, l'individu qui occupe le fauteuil présidentiel, la rédaction du présent périodique ne l'attaquera jamais pour lui-même ; parce que, ferme dans ses principes d'ordre, elle est convaincue que celui-ci serait en péril dès que l'autorité publique perdait la force morale, et a toujours compris qu'elle ne devra jamais concourir à ce que pareille perte se produise. »

Le journal était alors sans conteste le journal le plus lu de la province, comptant en effet plus d'abonnés que n'importe quel autre.

#### Révolution praieira
Dans le courant de l'année 1848, une âpre lutte politique était en cours entre conservateurs et libéraux, tandis qu'en sous-main se préparait la révolution dite praieira, et que le Diario devait se défendre contre l'accusation d'exciter les résidents portugais contre les nationaux. Le journal fit grand cas du mata-mata marinheiro du 26 et 27 juin, tout en relatant les événements, les commentant, et condamnant, dans son édition du 29, les « chefaillons rustres et sordides », aiguillonnés « par quelques individus dégénérés et égoïstes qui, oublieux des préceptes de la sainte religion que nous professons, osent inciter leurs concitoyens à couvrir d'opprobre la patrie des Vieira, Henrique Dias et Filipe Camarão, commettant des actes de carnage propres seulement aux barbares habitants des arides brousses d'Afrique [...] ». Dans un autre article, le même jour, la rédaction conseilla aux Pernamboucains de respecter la loi, affirmant : « il n'y a pas cette prétendue rancœur des Portugais à votre encontre ; les faits démontrent le contraire ». Puis, s'adressant aux Portugais : « Ayez confiance au gouvernement et au bon sens de la partie saine de la population ; ne vous immiscez pas dans nos affaires politiques et soyez tranquilles ».
Cette année-là plusieurs personnalités se succédèrent à la présidence de province, à savoir : Domingos Malaquias de Aguiar Pires Ferreira, qui entra en fonction en juin ; Antônio da Costa Pinto, en septembre ; Herculano Ferreira Pena, le 17 octobre ; et Manuel Vieira Tosta, le 25 décembre, les deuxième et troisième nommés étant des mineiros et le dernier bahianais, mais à tous lesquels le Diario de Pernambuco s'empressa de proposer son appui comme organe officiel. C'est du reste sous le gouvernement provincial d'Herculano Pena qu'éclata le 7 novembre la Révolution praieira. Le 11, le Diario de Pernambuco faisait allusion à un groupe partisan (parcialidade) qui conspirait contre le gouvernement, tentait de « subvertir l'ordre public », et ambitionnait de « renouveler les scènes sanglantes d'autres époques ». Déjà se diffusait, disait encore le Diario, « l'inquiétude et la terreur » à Olinda, Paudalho et Nazaré da Mata, et à Rio Doce avaient été répandues « quelques gouttes du précieux sang pernamboucain ». Deux jours après, le commentateur opina : « On pouvait déjà prévoir que le parti déchu recourrait à la résistance armée dès qu'il se verrait dans la douloureuse contingence de lâcher les positions officielles ». Défendant l'attitude du gouvernement dans cette affaire, et attaquant dans le même temps les journaux d'opposition, principalement le Diario Novo, le vieil organe affirma le 24 que l'opposition n'était que « faussetés, calomnies, félonies et intrigues mesquines ». Entre-temps, le Diario Velho assurait la meilleure couverture possible du mouvement rebelle, lequel se prolongea pendant environ quatre mois, avec des comptes rendus minutieux des différents fronts de combat, et publiant aussi de longs poèmes d'exaltation.
Le Pernambouc une fois revenu à la normalité, le journal du matin poursuivit son existence routinière en tant qu'organe officiel de la présidence provinciale, et prit position comme auparavant en faveur de la politique conservatrice menée par le pouvoir. En dehors de la matière coutumière, l'on eut droit dans les colonnes du journal à un débat sur l'homéopathie, avec tous les arguments pour et contre.
Le 1er juillet 1851, le Diario agrandit une nouvelle fois son format, le portant à six colonnes. Dans l'éditorial de la deuxième page, la rédaction, invoquant la nécessité d'améliorer le format du Diario, indiqua qu'au terme de toute une année de continuelles diligences, le propriétaire de l'entreprise avait réussi à faire venir de « Paris une machine fabriquée sur commande par M. Normand, le meilleur producteur de presses à imprimer de cette ville, et grâce à laquelle son atelier se trouve suffisamment équipé, non seulement pour éditer le Diario selon ce qu'exigent les besoins actuels, mais en outre dans un format supérieur, si ceux-ci devaient le requérir ».
Dans son édition du 2 janvier 1852, le Diario divulgua la mise en place d'un système de « courriers en direction de toutes les localités de l'intérieur de la province qui par leur population sont devenues importantes et dignes d'avoir leur part aux bienfaits de la presse périodique ». Le système serait fondé sur les bases suivantes :

« La ville, le bourg ou la localité qui nous donnerait 50 abonnés, et dont la distance n'excéderait pas les 20 lieues, aura un courrier hebdomadaire, et ceux qui nous en donneraient 90 l'auront deux fois par semaine ; ceux situés à plus de 20 à 40 lieues, et pouvant justifier de 80 abonnés, en auront également un par semaine, et ceux de 150 en auront deux. Comme cette mesure exige des agents dans les différents lieux de destination des courriers, nous accepterons les propositions qu'à cet égard voudra nous faire n'importe lesquels de leurs habitants, moyennant rétribution dont nous aurons à convenir. »

Le journal disposait déjà d'agents en Alagoas, ainsi que de la Paraíba au Pará.
Au mois de mai 1852, le Diario eut maille à partir avec un autre journal, A Imprensa, qui, par la voix de Nascimento Feitosa, relança la vieille campagne des feuilles libérales contre le monopole des Portugais dans le commerce de détail. Le commentateur du Diario déclarait injuste la nationalisation réclamée par la gazette d'opposition, attendu que, aux termes de la constitution de l'Empire, « aucun genre de travail, d'agriculture, d'industrie ou de commerce » ne pouvait être interdit, à moins qu'il ne fût contraire « aux coutumes publiques, à la sécurité et à la santé des citoyens ».
Le 12 août, Antônio Pedro de Figueiredo inséra dans le journal un long article en défense du socialisme, dont l'idéal était, argua-t-il, « la réalisation sur terre des principes de liberté et de fraternité », le philosophe répliquant ainsi à certaines conceptions assez caricaturales du juriste Pedro Autran, exposées dans le semi-hebdomadaire A União. Cependant, l'entreprise du Diario ne permit pas que fût publié le deuxième article du Cousin fusco, conduisant celui-ci à le faire imprimer dans A Imprensa, le 6 septembre. Et la polémique en resta là.
Une nouvelle rubrique fut introduite dans l'édition du lundi, le Retrospecto semanal (Rétrospective hebdomadaire), qui se composait de commentaires sur les événements survenus les sept jours précédents, et était rédigé — sans signature — par le même Figueiredo.
Début 1854, la vénérable publication agrandit une nouvelle fois sa maquette, passant à in-folio maximo (72 x 55 cm), sur sept colonnes, avec parallèlement une montée en puissance des Correspondances des autres municipalités pernamboucaines, des autres provinces et de l'étranger.
L'importance économique de l'entreprise de presse était devenue telle qu'elle se trouvait répertoriée dans la catégorie Établissements de fabrication et industriels du rapport officiel présenté le 1er mars 1855 à l'Assemblée législative provinciale par le président José Bento da Cunha Figueiredo. La notice officielle s'énonçait ainsi : « Imprimerie du Diario de Pernambuco, propriété du citoyen Manuel Figueiroa de Faria ; détient aujourd'hui une grande machine qui imprime le Diario, et qui est égale à celle qui imprime L'Illustration en France, et possède en outre une autre machine, et six presses de fer, qui impriment divers ouvrages mineurs ; l'atelier compte 150 paires de casses à caractères ; il emploie journellement 72 personnes, dont seulement trois sont étrangères ».

#### La question de l'esclavage
Leduar de Assis Rocha, auteur de l'ouvrage Figueiroa do Diario, note :

« Anti-esclavagiste 34 ans avant la loi d'or de 1888, le Diario parlait, dès 1854, de “l'odieux et fatal régime de l'esclavage”, de l'extinction du trafic, de lui substituer un système rationnel et humain de colonisation par des noirs, et ne craignait pas de faire allusion, en plein régime esclavocrate de l'Empire, à l'“abolition”, qualifiant celle-ci de “grande providence”. À cet égard apparaissent typiques ces paroles de début d'un long article sur la question du trafic de noirs vers le Brésil : “La presse du Brésil, toute préoccupée, d'un bout à l'autre du pays, de discussions politiques oiseuses et stériles, n'interrompt que de temps à autre l'écho monotone que les passions la font propager, pour parler de répression du trafic, de colonisation et d'abolition de l'esclavage. Et entre-temps, la civilisation du Brésil gémit oppressée sous le joug ignominieux et écrasant du régime économique le plus funeste. Nous allons pour notre part prolonger l'écho salutaire de l'interruption ; nous allons apporter notre petire pierre à l'édifice de notre futur grandissement [...]”. »

#### Épidémie de choléra
Le même auteur note à propos de l'épidémie de choléra survenue à Recife en février 1856, et du rôle joué par le journal dans cet événement :

« C'est par l'intermédiaire du Diario que le gouvernement enseignait à la population de se défendre. C'est par l'intermédiaire du Diario qu'elle recevait les conseils des hygiénistes, les suggestions des praticiens, les nouvelles de la marche apocalyptique du fléau ; c'est par l'intermédiaire du Diario que les gens furent instruits des propriétés préventives et curatives, contre le choléra, de l'ail, du soufre, du vinaigre et, surtout, du citron, qui a des prosélytes et des encenseurs, profanes et experts, du nord au sud de l'Empire ; c'est par l'intermédiaire du Diario que la ville tout entière — tous les jours — prenait connaissance nominale des victimes de la veille ; c'est par l'intermédiaire du Diario que l'on apprit les désinfections en masse réalisées par la Municipalité, de l'avancement des travaux d'ouverture de l'Assemblée, de la fermeture des écoles et des cours, du nombre de malades accueillis dans les hôpitaux de la ville, dans les infirmeries de secours, etc. […] Et Figueiroa, dans la tourmente, cherchant çà et là des hommes qui pussent dans ses ateliers suppléer à ceux qui désertaient à cause du grand mal […]. Pendant toute cette période d'angoisse et de deuil, Figueiroa réalisa le miracle, et seule cette édition du dimanche (simple numéro de littérature et de modes) fut supprimée. »

Entre le deuxième semestre de 1856 et le premier de 1857, celui qui était alors rédacteur en chef, Filipe Néri Colago, utilisant comme signature un simple Y, mena une vive polémique avec Nascimento Feitosa, du Liberal Pernambucano, au sujet de la Liberté de Dieu, qui eut une répercussion extraordinaire.
Le 2 janvier 1857, alors que le journal entrait dans son 33e anniversaire, l'éditorialiste assura que le Diario suivrait la même voie, ajoutant : « l'entreprise n'a pas pour but de tirer des bénéfices exorbitants ; il se contente d'un gain modéré, et ambitionne avant tout de procurer aux lecteurs un journal pour un prix tel qu'il soit à la portée de tous ».

#### Querelle avecO Liberal Pernambucano
Entre-temps, l'ancienne querelle entre les deux journaux (le Diario et O Liberal Pernambucano) s'exacerba, et le plus ancien des deux, de tendance conservatrice, encore que se déclarant neutre, admit dans ses colonnes, dans le cadre de son attaque contre Nascimento Feitosa, des articles du républicain Antônio Borges da Fonseca, du libéral orthodoxe Jerônimo Vilela de Castro Tavares et d'un troisième, qui usait du pseudonyme Liberal Genuine. En même temps, le Diario fut convoqué devant le tribunal au motif d'injures qui auraient été proférées dans l'édition du 2 janvier 1857 contre le médecin Joaquim de Aquino Fonseca, qui écrivait dans O Liberal Pernambucano sur l'épidémie de choléra. Le procès cependant ne donnera pas lieu à poursuites.
Selon Alfredo de Carvalho, historien de la presse brésilienne, le Diario

« rivalisait alors, en taille, variété de contenu et nombre de lecteurs, avec les grands quotidiens de la capitale de l'Empire ; avec un tirage de quatre mille exemplaires, il était déjà, en 1856, à proprement parler, le véritable organe de presse de tout le nord brésilien, circulant abondamment d'Alagoas à Amazonas, où il ne se passait pas un conflit politique ni un litige judiciaire qui ne vînt à être débattu dans ses colonnes ; chaque semaine, le bel esprit d'Antônio Pedro de Figueiredo ornait, sous le pseudonyme d'Abdalah-el-Kratif, le bas de la première page d'admirables feuilletons, dont les chroniqueurs contemporains enviaient la verve, l'érudition et l'élégance. »

#### A Carteira

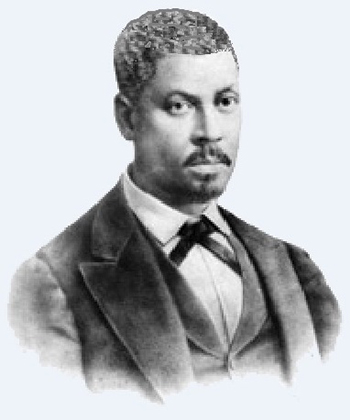
Dans les années 1850, Antônio Pedro de Figueiredo tint, au pied de la première page du Diario, le feuilleton A Carteira, qui contribuera à faire de ces années un moment d'apogée du journal.

Les susmentionnés feuilletons, qui parurent tous les lundis à partir du 24 septembre 1855 sous le titre d'A Carteira (litt. le portefeuille ou le carnet), marquent, au même titre que le Retrospecto semanal, du même auteur, une époque de primauté intellectuelle pour le Diario. À ces chroniques se joindra, à partir de juin 1857, la Pagina Avulsa (litt. la Page détachée), dotée du sous-titre Bom Dia! (« Bonjour ! ») et de la signature Ate amanhã (« À demain » ; les samedis cependant il signait : Ate depois de amanhã, « à après-demain »), et constituée de notes légères, de brefs commentaires sur les événements de la ville, section confiée quotidiennement au père Francisco Peixoto Duarte. Plus tard viendront les Cartas da Corte (Lettres de la Cour, c'est-à-dire de la capitale impériale Rio de Janeiro), de Lúcio Luna.
Le feuilleton A Carteira, qui avait paru sans interruption tous les lundis, et qu'Abdalah-el-Kratif (pseudonyme d'Antônio Pedro de Figueiredo) fournissait en critiques littéraires et théâtrales, en biographies d'artistes, en contes et légendes, en traductions et en chroniques locales, se mit à souffrir d'hiatus à partir de la seconde quinzaine de mars 1859. En effet, malade depuis quelques mois, Figueiredo dut être remplacé au début de l'année par Antônio Rangel de Torres Bandeira, qui gardera le même pseudonyme. Cependant, Figueiredo s'attachera à rendre compte de la progression de son mal, de la défaillance de ses forces, et combien il lui coûtait de devoir abandonner ainsi le feuilleton. Il persévéra, même souffrant de douleurs atroces, jusqu'à ce que force lui fut de reconnaître la « folle témérité de continuer une lutte inégale contre la nature elle-même ». Le lundi suivant, Torres Bandeira reprit le flambeau, faisant précéder son billet du préambule suivant :

« Nous voici à nouveau à ce poste que nous avons quitté pour un moment. Notre ami, que nous avons remplacé pendant huit mois à la rédaction du présent feuilleton, a fait il y quelques jours un grand effort, nous donnant un travail de son propre cru ; mais la maladie continue de le tourmenter d'une manière inexplicable, et il est impossible que, dans un tel état, notre ami écrive un seul mot. Nous assumons une nouvelle fois cette lourde tâche, et espérons continuer à mériter l'attention publique. »

Le 22 août 1859, la rubrique Revista diária fit part, en peu de lignes, du décès, dans la soirée, d'Antônio Pedro de Figueiredo, « le publiciste le plus notable de l'époque », victime d'une « congestion cérébrale ». Ce n'est que le 23 que le journal du matin publia une nécrologie, signée par des astérisques, sur une étroite colonne, dans laquelle étaient évoquées le mérite intellectuel et la pauvreté du journaliste décédé. Le lendemain, le journal reproduisit le discours de Franklin Dória, prononcé au cimetière, et le 29, Torres Bandeira consacra un long billet au camarade, et continua d'écrire A Carteira chaque semaine, avec les initiales T.B., pendant quelques mois encore.

#### Extension de la zone de chalandise et du contenu
Soucieuse d'améliorer la partie informative, la direction du journal fit insérer dans le numéro du 4 juillet 1859 la note suivante :

« Pour resserrer les liens qui lient au Pernambouc les provinces situées en deçà de la rive droite du fleuve São Francisco, le propriétaire du présent journal tâche en ce moment d'établir dans la capitale de chacune desdites provinces un rédacteur spécial, lequel devra traiter de leurs besoins, non seulement relativement à des sujets d'intérêt général, mais aussi à des affaires provinciales, et exposer au public les abus qui là-bas se produiraient, renforçant ainsi les moyens de rehausser chacune de ces provinces. »

En novembre 1859, l'éditorialiste argua :

« Le Diario, étant étranger à la politique (dont nous nous occupons indûment, plus que des nécessités réelles de la vie), ne traitera de celle-ci que si elle s'identifie aux intérêts du pays dans une mesure telle qu'il ne soit pas possible de s'occuper de ceux-ci sans s'occuper de celle-là. Les discours, prononcés lors des sessions des chambres législatives, seront publiées avec plus de développement, et la partie étrangère augmentera également à raison de son format. [Le Diario] sera utile autant au particulier qu'au fonctionnaire public, au jeune qu'au vieux, à l'homme comme à la dame ; il abordera les sujets religieux, scientifiques et littéraires, feuilleton, variétés ; les arts, les loisirs, et enfin, tout ce qui est susceptible d'intéresser le commerce. »

Aussi, l'augmentation des tarifs qui avait été décidée se trouva-t-elle justifiée. Toutefois :

« Malgré cette augmentation, le Diario continue d'être le journal le meilleur marché de l'Empire, ayant, de plus, le format le plus grand ; cela en accord avec le fait que, dans le cadre de ses aspirations pécuniaires, son propriétaire se contentant en effet seulement d'une modique rétribution de son effort et de ses fatigues, [le journal] vise uniquement et principalement le bien et la prospérité de ce géant de l'Amérique qui s'appelle Empire du Brésil. »

La huitième page était quasi chaque fois remplie de reprises de longs textes d'écrivains étrangers. Le 16 août 1861 vint s'adjoindre au nom du propriétaire de l'entreprise — Manuel Figueiroa de Faria — la mention & Filho (« et Fils »).
Le journal comprendra une section littéraire, théâtrale, de discussion religieuse, des articles économiques et d'autres traitant de sujets agricoles. Début 1864 furent lancées à la huitième page les rubriques O que vai par le Mundo (« Ce qui va par le monde ») et Um pouco de tudo (« Un peu de tout »), toujours de grande extension.

#### Positionnement politique et publication des actes officiels
Malgré sa façade de neutralité politique, le journal de Manuel Figueiroa appuyait le gouvernement provincial de Pedro Francisco de Paula Cavalcanti de Albuquerque (baron, puis vicomte de Camarajibe, gouverneur du Pernambouc entre avril et octobre 1859), ce qui provoquera de nouvelles polémiques, et poursuivait incessamment ses critiques acerbes à l'encontre de l'organe de l'opposition O Liberal Pernambucano. En 1862 cependant, le paysage politique fut bouleversé à la suite de l'entrée en scène d'une coalition entre libéraux et conservateurs issus des ailes modérées de leurs partis respectifs, dont résulta par la suite la fondation du Parti progressiste, déjà sous le gouvernement provincial de João Silveira de Sousa, qui administra la province de Pernambouc jusqu'en janvier 1864, c'est-à-dire jusqu'à la prise de fonction de Domingos de Sousa Leão. Ce sera aussi l'amorce d'une ère d'apaisement entre les polémistes de la presse.
Outre les actes officiels du gouvernement, le Diario s'était vu confier depuis 1846 la charge de publier les débats de l'Assemblée provinciale et le « recueil de ceux-ci par des sténographes », le dernier contrat en ce sens, signé pour quatre ans, remontant à avril 1863, au tarif annuel de 6 millions de réis. Cependant, au terme d'un an, une autre entreprise de presse fit une proposition plus avantageuse, ce qui porta l'Assemblée à réclamer la résiliation dudit contrat. En réaction, le Diario exposa dans un article de trois pleines colonnes tout l'historique de ses contrats avec l'Assemblée provinciale et des manœuvres en cours pour la résiliation. De leur côté, les députés mirent l'affaire aux débats, les uns se déclarant pour, les autres contre. Le Diario renonça alors à participer à cette nouvelle concurrence, et, le contrat annulé, le journal néanmoins poursuivit sa publication des débats de l'Assemblée provinciale , remplissant ainsi ses engagements envers les abonnés, lesquels engagements seraient « respectés, en dépit de quelque éventualité que ce soit ». Aussi n'y eut-il pas de changement de contenu éditorial. À compter du second semestre 1864, le journal se mit aussi à publier les actes officiels du commandement des Armes et de l'administration diocésaine du Pernambouc.
Cette même année vit le début de la parution du feuilleton Revista Dramática de Luciano d'Ataíde (pseudonyme de Luís Caetano Pereira Guimarães Júnior). En septembre et octobre, le journal publia, au pied de la première page, le roman Memorias de um Sargento de Milicias, signé Um brasileiro, identifié plus tard comme étant l'écrivain carioca Manuel Antônio de Almeida.
Le 1er août 1865, le directeur Manuel Figueiroa de Faria s'éteignit, après avoir tenu le journal sous ses auspices pendant 36 années.
Dans son éditorial de nouvel an, fin décembre 1865, l'équipe de rédaction fit part, à l'attention des nouveaux abonnés, de son « engagement formel de fournir, l'année qui vient, les discussions des chambres générales [c'est-à-dire « nationales », NdT], permettant ainsi à un grand nombre [parmi les nouveaux abonnés] de faire l'économie de la dépense qu'ils feraient en s'abonnant au journal qui les publie à la Cour [c'est-à-dire dans la capitale nationale, NdT] ». Et de conclure :

« Le présent journal continuera, comme il l'a toujours fait, à défendre et soutenir les droits des provinces du nord, de l'Alagoas à Amazonas ; et, pour la totale satisfaction de cet objectif, nous avons d'ores et déjà pris sous contrat des correspondants dans chacune d'elles, afin qu'elles envoient des lettres d'actualités, soit sur des faits survenus, soit sur les besoins de toute espèce qu'elles ressentiraient et qui donc n'avaient pas fait encore l'objet de requête, par le truchement des réclamations de la presse, aux pouvoirs de l'État. »

Dans la section Communiqués fut inaugurée une colonne intitulée Partido Conservador, destinée à accueillir les débats d'idées et les critiques des abus d'autorité, sans dépasser les « bornes du respect dû aux pouvoirs constitués ». Dans l'édition du 11 janvier 1867, le chroniqueur dénonça les actions arbitraires du gouvernement central, alors sous la houlette du Parti progressiste, suggérant une union entre libéraux orthodoxes et conservateurs, afin qu'ils conjuguassent leurs efforts dans la perspective de l'élection prévue pour février. La colonne Partido Conservador fit une ample couverture du scrutin, publiant des nouvelles des différentes municipalités, pour commenter ensuite : « Nous venons de voir dans cette province jusqu'à quel degré un agent du gouvernement, un délégué de l'Empereur porte le cynisme de la coercition du vote populaire : les baïonnettes des soldats pour contraindre, et l'argent des coffres publics pour corrompre, furent mis en action sur une large échelle ». Le commentateur poursuivra encore ses critiques, notamment en fustigeant l'administration du gouvernement provincial sous le gouverneur Francisco de Paula Silveira Lobo, et ce jusqu'au mois de juillet 1867, moment où la rubrique fut supprimée.
Avec le retour au pouvoir du Parti conservateur en juillet 1868, le Diario récupéra son ancien statut d'organe officiel de l'administration de la province. En novembre 1869 fut créée la section Politica Interna, confiée au Parti conservateur, laquelle courut quelque temps avant de s'éteindre à la fin de l'année, au cours de laquelle du reste le contenu habituel du journal demeura inchangé. La page de littérature alternait avec les pages de droit, des sciences, d'agriculture et de variétés, rubriques qui seront, comme dans les commencements, interrompues lors de chaque période législative, pour céder la place aux débats de la Chambre générale (=nationale) de l'Empire.
Dans la rubrique Revista Diaria, l'équipe de rédaction, repoussant les insinuations du journal O Liberal, écrivit sous le titre de A paz (« la paix ») :

« […] il est nécessaire que nous déclarions que jamais nous n'avons placé, que jamais nous ne placerons la pensée de la rédaction du Diario à la solde des idées d'aucun gouvernement. […] Jamais nous ne troquerons, en échange de l'honneur d'être organe officiel, la liberté que nous garantit le pacte fondamental de la nation brésilienne. »

Le 11 juin 1872 fut annoncée l'entrée en fonction du nouveau président de province, le juge de la cour d'appel Francisco de Faria Lemos, en remplacement du premier vice-président en exercice, Manuel do Nascimento Machado Portela.
En 1873, une nouvelle rubrique fut créée, dénommée Parte Política, placée sous la responsabilité du Parti conservateur, et vouée à défendre le gouvernement provincial de Henrique Pereira de Lucena, attaqué avec virulence par le toujours tri-hebdomadaire A Província et par le journal O Liberal Pernambucano, avec lesquels le Diario mena de dures polémiques.

#### Guerre de la Triple Alliance
En 1865, le Brésil était en guerre avec le Paraguay, et le Diario allait assurer une ample couverture du conflit. Dès le 8 février, il publia une proclamation du chef du gouvernement provincial appelant les Pernamboucains à s'enrôler dans le bataillon des Volontaires de la Patrie, à laquelle succédera, dans les mois suivants, un ensemble d'articles, de communiqués, de correspondances et de poèmes d'exaltation du Brésil dans sa lutte contre l'ennemi, en plus de nouvelles des différents fronts. La rédaction alla jusqu'à ouvrir une souscription en vue de l'achat d'instruments de musique pour l'orphéon du 2e corps de volontaires.
Toujours en janvier 1868, dans l'édition du 10, évoquant la guerre contre le Paraguay, la rubrique Revista Diária fit un appel « à l'orgueil et au patriotisme de notre province », pour, dans un « dernier et suprême sacrifice », envoyer aux champs d'honneur « le plus grand nombre de ses fils ». Le 18, chose rare, le journal du matin publia un poème de Castro Alves.
Avec le retour au pouvoir du Parti conservateur, le journal écrivit le 30 juillet 1868 : « Le programme du ministère (national) du 16 juillet met en œuvre les urgentes mesures réclamées par l'opinion publique et renferme le baume devant guérir quelques-unes des blessures qui couvrent le corps de la nation ». Ledit programme consistait en particulier à mettre fin à la guerre de la Triple Alliance, à restaurer les finances du pays et à accomplir certaines réformes constitutionnelles précises. La reddition de Humaitá aux forces brésiliennes donna lieu à des éditoriaux de réjouissance et à la publication de poèmes épiques déclamés lors de fêtes commémoratives. Les numéros des 14 et 16 mars présentèrent un compte rendu complet du retour du 53e bataillon de volontaires, avec reproduction des discours prononcés durant les festivités d'accueil et des poèmes déclamés à cette occasion, y compris de Vitoriano Palhares. Le mois suivant, le journal ne cessera de publier d'amples bulletins d'information sur les commémorations célébrant la fin de la guerre, tout en continuant d'autre part à fournir des détails quant au déroulement des ultimes combats, au travers de correspondances du sud du continent.

#### La question religieuse
Le conflit politique autour du rôle de l'Église catholique dans l'État, conflit dit Question religieuse, avait, avec l'arrestation de deux évêques réfractaires, atteint son paroxysme, et la section payante du Diario se remplissait d'articles à ce sujet, notamment de l'avocat Afonso de Albuquerque e Melo, qui sera l'auteur de la série de billets les Jésuites, la Franc-maçonnerie et les Pouvoirs de l'État. Ce ne sera cependant que le 17 janvier 1874 que le vieil organe de presse voudra consacrer un éditorial à ce sujet, pour louanger l'attitude du chef de l'administration provinciale, et blâmer celle de l'évêque d'Olinda, le capucin Vital Maria Gonçalves de Oliveira, qui, quoiqu'étant « fonctionnaire public », avait refusé « d'obéir aux lois et aux tribunaux du pays », le Diario soulignant, en ce qui concerne l'incarcération du prélat, que « la décision prise par le Tribunal supérieur de Justice fut la seule solution possible dans la grande lutte qui fut si imprudemment provoquée par monseigneur Vital, la propagande de qui ne rencontre pas d'appui dans la grande majorité de la population pernamboucaine ». Le 23 décembre, le Diario annonça qu'en exécution des ordres du gouvernement impérial, et sur la base de documents compromettants, saisis par la police, le président Pereira de Lucena émit un acte officiel dans lequel il ordonnait l'expulsion des pères jésuites, ajoutant que la mesure, « réclamée par la sécurité publique, contre laquelle conspiraient ces ennemis de la société moderne », prenait effet immédiatement. Le commentateur termina son billet en louant la résolution du gouvernement impérial. Le lendemain, dans un article signé, le professeur portugais Monsenhor Joaquim Pinto de Campos lançait un appel pour faire cesser le conflit. Néanmoins, de fin 1874 à début 1875, Pinto de Campos et l'avocat Afonso de Albuquerque Melo continueront de se quereller, toujours à propos de la Question religieuse, dans les colonnes du Diario. Le 8 janvier 1875, un éditorial, contredisant A Província, prétendra que « les libéraux jésuites sont ceux qui poussent les quebra-quilos », parce que la sédition n'intéressait aucun gouvernement.

#### Service de dépêches télégraphiques
Le dimanche 5 juillet 1874 parut une édition exceptionnelle, d'une seule page imprimée, destinée à inaugurer le service télégraphique national, fourni par l'agence Americana, auquel s'ajoutera à la fin du mois le bulletin d'information de l'extérieur, confié à l'agence Havas. Les télégrammes venant du Brésil allaient désormais être envoyés par des correspondants spéciaux. De l'autre côté, les nouvelles locales allaient gagner en ampleur, et la publication de correspondances en provenance de tous les endroits du Nordeste allait se poursuivre.
En 1876, la rubrique du Parti conservateur disparut et en avril 1877, le journal amorça une série d'articles de Ganganelli (nom de famille du pape Clément XIV et pseudonyme du conselheiro Joaquim Saldanha Marinho) sous le titre générique de A Igreja e o Estado (litt. l'Église et l'État), repris du Jornal do Commercio, de Rio de Janeiro, série qui se prolongera jusqu'en décembre, totalisant une centaine d'articles.
Le 13 décembre 1878, le Diario plaça la laconique dépêche suivante, en provenance de Rio de Janeiro : « Sont décédés : le 9, ici dans la Capitale, Antonino José de Miranda Falcão », sans aucune note, sans autre commentaire, ni sur le moment ni ultérieurement, concernant la mort du fondateur de l'organe de presse le plus ancien d'Amérique latine.
À la mi-1880 se produisit une tuerie dans la ville de Vitória de Santo Antão, déclenchée par des individus de la mouvance libérale, et qui mérita aux yeux de la rédaction une ample couverture dans le journal. La rédaction tint à marquer sa plus vive réprobation dans un article daté du 1er juillet, où, entre autres considérations, elle énonça :

« Maintenant, la chose fut faite d'une autre façon. Un plan sanglant fut préparé, une embuscade fut tendue, un peu semblable à celles que les hyènes posent dans les forêts ; et quand la barque fut déchargée, on avait la certitude du résultat : l'assassinat d'hommes importants pour venger de petites haines mesquines, rejetons d'une défaite très légitimement infligée sur le champ électoral. »

Plus loin, l'éditorialiste mit en évidence les dispositions immédiates prises par l'administration provinciale et l'attitude adoptée par le gouvernement impérial et par les deux Chambres du Parlement, le tout produisant la conviction que ne resteront pas impunis les criminels, quels qu'ils soient, grands ou petits.
Le 21 juin 1882, la première page apparut bordée d'une bande noire, avec emblème funèbre et avec la nouvelle, au centre, en grands caractères, de la mort, survenue le 14 juin, à bord du paquebot anglais Minho, en route vers l'Europe, de Manuel de Figueiroa Faria, copropriétaire et rédacteur du Diario. La raison sociale du journal ne fut cependant pas modifiée, restant sous la dénomination de Manuel Figueiroa de Faria & Filhos.

#### Abolition de l'esclavage

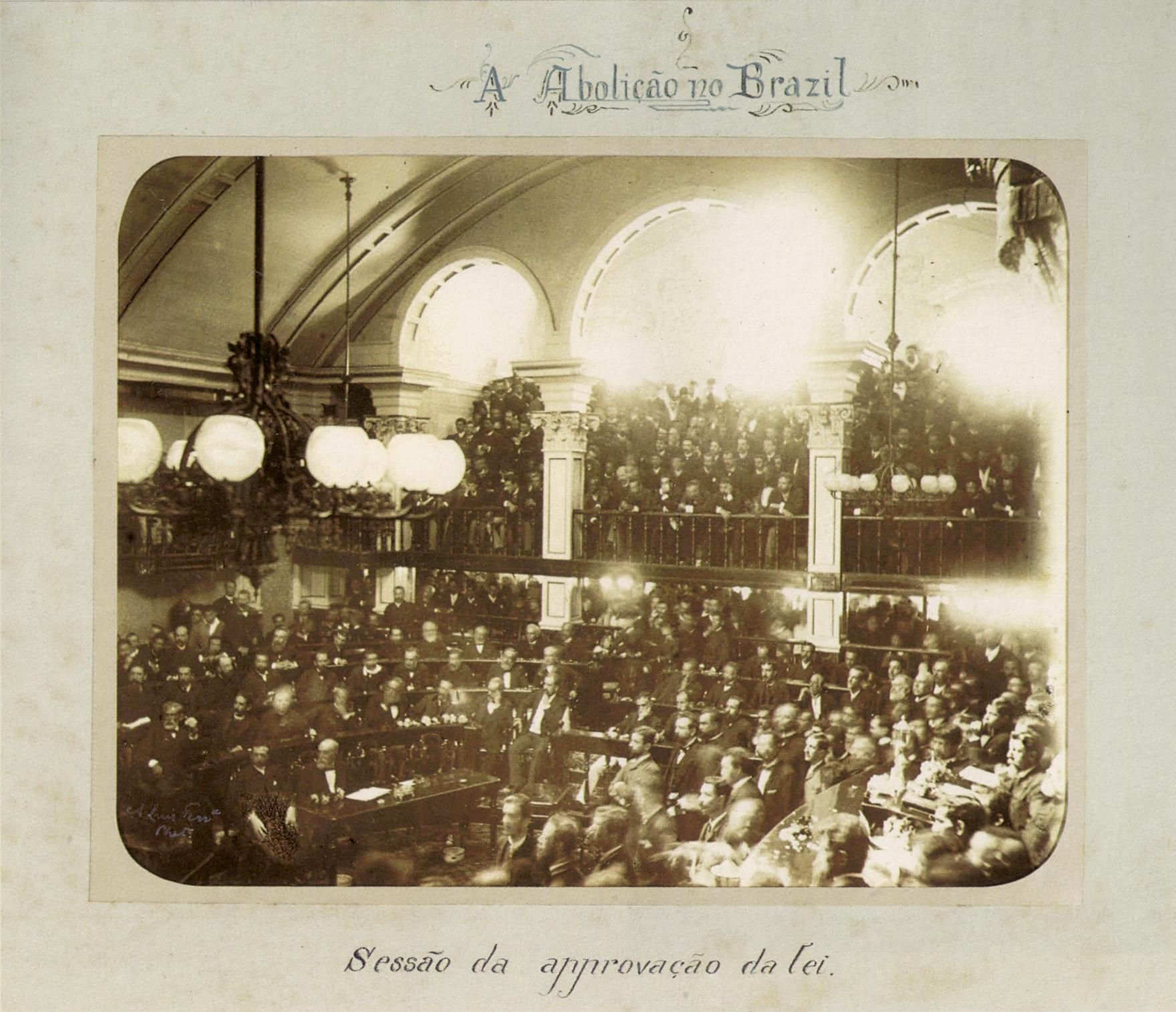
Séance du sénat bréslien lors de laquelle fut approuvée la loi d'or, le 12 mai 1888.

En 1883, la campagne pour l'abolition de l'esclavage gagna en ampleur. En mars, Afonso de Albuquerque Melo, en tant que contributeur payant, commença une série d'articles dans la rubrique Publications sur demande, pour combattre la prise de position du journal A Tribuna, de João Barbalho Uchoa Cavalcanti, et pour préconiser une prompte abolition, mais avec le plus petit sacrifice possible. Défendant l'émancipation des noirs moyennant des indemnisations à leurs maîtres, Afonso formula, dans l'édition du 29 mars, un projet d'extinction de l'esclavage à mettre en œuvre sur une durée de dix ans, en affranchissant chaque année dans chaque municipalité dix pour cent de l'élément servile. Il condamna par conséquent le manifeste du 5 avril de la Commission d'émancipation de Recife, qui défendait l'idée d'un affranchissement intégral par municipalité, et fut secondé par d'autres contributeurs écrivant sous les pseudonymes de Agricola et O Agricultor Nortista ; ce dernier, dans un article du 17, dénonçait les « abolitionnistes exaltés » qui s'apprêtaient à ruiner la classe agricole. La rédaction à proprement parler du Diario rechigna à se manifester sur le sujet. Le 12 juillet 1883, Cincinatus lança une série d'articles, intitulés Emancipação dos escravos (« Émancipation des esclaves »), en réponse à H. B. Rohan, de la Gazeta de Noticias de Rio de Janeiro, dont le texte avait été reproduit dans le Jornal do Recife, et commença sa démonstration par la déclaration que l'abolition immédiate conduirait à « éteindre, tuer la principale force productrice de travail, sans prendre égard aux intérêts les plus vitaux du pays ».
L'abolition de l'esclavage, par voie de la Loi d'or du 13 mai 1888, fut acclamée par le Diario, qui publia un bulletin à Recife reprenant les dépêches parvenues à la rédaction après qu'eut été approuvé, par la Chambre générale, le projet de loi d'abolition. Un autre bulletin fut distribué à 23 heures, reproduisant le télégramme annonçant la sanction de la loi par la princesse Isabelle. À la suite de ce grand événement, le journal ne fut remis en circulation que le 17, pour permettre à ses ouvriers de participer aux Fêtes de la liberté. En compensation, l'édition du jour fut accompagnée d'un numéro spécial, consacré au conselheiro João Alfredo Correia de Oliveira.

#### Tribunes politiques et nouvelles rubriques
À signaler que les susmentionnées Publications sur demande servaient de point de ralliement de polémistes de tout poil, politiques ou non, et occupaient un important espace dans le journal. C'est là aussi que se déployait toute l'apologie de l'administration provinciale du gouverneur José Manuel de Freitas, dans des articles dotés de la signature L., qui rétorquaient aux critiques d'O Tempo. Dans la perspective des élections prochaines, la littérature politique des Publications sur demande gagna encore en ampleur ; en particulier, le 1er octobre 1883, le candidat Afonso de Albuquerque Melo démarra une longue série d'articles dirigés contre la candidature de député général de José Mariano Carneiro da Cunha, qu'il attaqua avec virulence, et termina son brûlot du 18 novembre en sollicitant les voix des électeurs pour lui-même, en ces termes : « Venez, et nous vaincrons le grand fermier esclavocrate » ; « venez avec votre voix en secret » ; « il n'est pas nécessaire de rester mal vu de quelqu'un à qui vous ne pouvez pas dire non ; soutenez en public les promesses faites aux grands, mais votez en restant en paix avec votre conscience et en bons termes avec Dieu ».
C'est aussi dans ces mêmes Publications sur demande qu'Henrique Pereira de Lucena publia de longs articles pour se défendre d'accusations proférées contre lui depuis Rio de Janeiro, à la Chambre fédérale et par l'intermédiaire du Jornal do Commercio, par le journaliste et futur gouverneur du Pernambouc Sigismundo Gonçalves, fidèle allié de Francisco de Assis Rosa e Silva. La question des viandes fraîches paraissait suffisamment importante que pour mériter des éditoriaux dans le Diario, contre le monopole existant, et que pour être amplement débattu par les intéressés dans les colonnes payantes.
Des articles de littérature étaient offerts dans la page correspondante, notamment, le 29 août 1885, en provenance de Hambourg, en Allemagne, dans la section Variétés, à la huitième page, la première production littéraire de l'écrivain Alfredo de Carvalho, sous le titre de Victor Hugo — tragos biográficos, alors que l'auteur n'avait encore que 14 ans.
En juillet 1886, un des directeurs du journal, Filipe de Figueiroa Faria, se porta candidat à la Chambre générale, et fut élu. La polémique avec la faction libérale se poursuivit avec intensité durant l'année 1887, sous forme d'articles dirigés contre la rubrique que tenait le Parti libéral dans le Jornal do Recife ; la rédaction du Diario cependant n'engagea pas sa responsabilité, préférant rester neutre.
La huitième page, qui se maintint avec le même ordonnancement — avec des articles de droit, des Variétés et, principalement, des chroniques littéraires —, fut supprimée le 31 mai 1888, pour laisser place aux annonces, ne réservant à la littérature que le bas de page, où paraissaient des romans-feuilletons, désormais sans solution de continuité. En contrepartie furent créées, dans les pages communes, de nouvelles sections, telles que Industrias e Artes, Religião, Finanças, cette dernière débutant avec une série d'articles de Francisco Amintas de Carvalho Moura, puis Ciencias, avec une série Économie politique d'Henrique Milet, et ensuite quelques textes de littérature et, chaque jour, la section Um pouco de tudo (« Un peu de tout »).
Du 1er juillet jusqu'au 9 décembre 1888 fut publié tous les dimanches le feuilleton Cartas sem arte (« Lettres sans art »), admirables chroniques de Carneiro Vilela, qui parut encore le premier dimanche de l'année suivante, pour cesser tout à fait ensuite.

### Première République

#### Consolidation du nouveau régime politique
Le 15 novembre 1889, le poste de gouverneur du Pernambouc échut au juriste et homme politique Sigismundo Gonçalves, nommé par le gouvernement impérial, mais qui n'exercera sa fonction que pendant 32 heures. En effet, une fois proclamée la République le 15 novembre, le colonel José Cerqueira de Aguiar Lima fut désigné le 16 à prendre la tête du gouvernement provisoire local, titre qui passa peu de temps après au maréchal José Simeão de Oliveira.
Peu auparavant, les 16 et 17 septembre, en commentant les dépêches en provenance de Rio de Janeiro, le Diario avait écrit qu'une révolution serait la « conséquence fatale » de « l'origine suspecte du cabinet libéral du 7 juin », et relevé, dans un deuxième éditorial, que « le Brésil avait besoin de paix publique » et que celle-ci ne pourrait advenir qu'avec « le concours d'individus libérateurs ».
Dans la suite, le journal publia des articles de la rédaction sur l'emprunt d'État, contredisant sur ce sujet A Província, et sur la question de la farine, en débat avec le Jornal do Recife, et, d'autre part, des articles axés sur d'autres sujets, de nature politique ou économique, tout en continuant à défendre le gouvernement provincial dans les Communiqués et les Publications sur demande, mais où néanmoins paraîtront dès septembre de petites notes critiques signées Jokomensek (pseudonyme de M. Pinto C. Pessoa), sous le titre Altos e baixos (Des hautes et des bas), suspendues quelque temps après car faisant opposition au gouvernement provincial.
En août 1890, Lucena accéda de nouveau au gouvernorat du Pernambouc, ce qui permit au Diario de redevenir adjudicataire du contrat de publication des actes officiels, perdu sous le précédent gouverneur. Le journal se porta donc logiquement au secours du gouvernement Lucena lorsqu'il fut attaqué par le Jornal do Recife, et alla jusqu'à écrire le 24 octobre, après que Lucena eut été remplacé par le juge José Antônio Correia da Silva, à propos de la gestion du premier, laquelle n'avait duré que deux mois et dix-huit jours, que ce fut « une période créatrice », une « étape électorale pacifiquement conduite » et « une administration sans exemple dans les annales de cette terre ! », avec énumération de ses réalisations.
Le 1er janvier 1891, dans un article de fond intitulé O ano de 1890, la rédaction, méditant sur l'année écoulée, estimait : « Ce fut incontestablement une année heureuse pour le Brésil que celle qui vient de s'achever, car ce n'est qu'en de rares occasions, et sans donner sujet à inquiétude (ne dénotant pas en effet un mal profond), que l'ordre public fut perturbé, qui en général aura été bien respecté, en dépit des démangeaisons des diffuseurs de nouvelles, toujours disposés à voir sombres les horizons et annonciateurs de disgraces ». Puis, dans une autre rubrique : « Les institutions créées le 15 novembre 1889 ont immensément progressé dans la conscience nationale, et l'avenir se présente à nous aujourd'hui sous de meilleurs auspices et se profile avec plus d'espoir ». En juin 1891, le Diario se félicita de l'approbation et de la promulgation de la Constitution du nouvel État fédéré de Pernambouc, appelée à transformer « l'ancienne province de Pernambouc en un État autonome au sein de l'Union fédérale brésilienne », ainsi que de l'élection du baron de Lucena et du juge José Antônio Correia da Silva resp. comme gouverneur et vice-gouverneur, et de l'instauration du 17 juin comme jour férié. Après confirmation de la démission de Lucena, qui n'était pas parvenu à gouverner, le Congrès élut gouverneur, le 18 septembre, le vice-président, qui depuis plusieurs mois déjà avait de fait pris les rênes du gouvernement.
En décembre 1891, de graves événements politiques se produisirent à l'échelon national ; en effet, à la suite de la destitution de Deodoro da Fonseca, Floriano Peixoto se hissa à la présidence de la république et désigna un comité de gouvernement pour le Pernambouc. Le Diario, observant une neutralité apparente, fit part de ces faits avec un certain détachement d'âme, mais tout en polémiquant vigoureusement avec A Província et avec O Estado de Pernambuco, par le truchement de ses Communiqués.
Le 1er mai 1892, le journal se vit contraint, « eu égard au niveau extraordinaire des prix de tous les articles nécessaires à la publication d'une feuille, et considération prise, principalement, de la hausse de salaire de 37% obtenue en 1891 jusqu'à aujourd'hui par le personnel typographique », d'augmenter à compter du 1er mai les tarifs des publications payantes.
Par la voie d'une commission spéciale, dont faisait partie le typographe socialiste João Ezequiel de Oliveira Luz, l'Union typographique pernamboucaine adressa un long mémoire « aux propriétaires d'ateliers typographiques et aux rédacteurs de journaux », qui sera publié dans le Diario de Pernambuco du 28 juillet 1892 ; les auteurs de ce mémoire y faisaient un long exposé des maux occasionnés à la presse par les excès de langage, pour conclure en priant de ne plus accepter d'écrits « en langage libre, bas ou de sens ambigu », dont l'interprétation était susceptible d'« offenser la réputation et le caractère de quiconque, sans distinction de couleur politique, d'appartenance religieuse ou de position sociale ». La mesure comprenait aussi la suppression de l'anonymat, le tout dans un objectif de « régénérescence de la presse ».
La rubrique Retrospecto político se maintiendra, à titre de contenu principal, sur un très grand nombre d'éditions du journal, avec des comptes rendus des principaux événements survenus dans les pays d'Europe, d'Amérique et d'Asie. Il y avait parallèlement un Retrospecto comercial.

#### Assassinat de José Maria de Albuquerque Melo
Un des faits qui marquèrent les élections pour le gouvernorat du Pernambouc de 1895 fut l'assassinat, durant la campagne, le 4 mars, de José Maria de Albuquerque Melo, rédacteur du journal A Província et chef de file du parti d'opposition. Il fut touché mortellement par les tirs d'un commandant de police devant une section électorale de Recife au moment où il réclamait auprès du comité électoral la présence d'un inspecteur. Le crime eut une grande répercussion dans la presse de tout le pays, et selon la presse locale, le commanditaire en aurait été le gouverneur lui-même, Barbosa Lima. Les faits du 4 mars firent l'objet d'une couverture précise dans le Diario, mais sans autres commentaires, abstraction faite des billets dans la colonne sur demande. Ce ne sera que dix jours plus tard que le Diario publiera un long éditorial, en première page, évoquant « l'événement inouï » de la rua 24 de Maio, et se défendant, et défendant en même temps le gouvernement, contre les avanies dont ils étaient la cible, contre les « soupçons infondés et les haines sourdes » ; « prise par la gratitude » envers Barbosa Lima, la rédaction ne pouvait pas l'abandonner « dans le moment le plus critique de son administration » ; Son Excellence n'avait en effet aucun intérêt à faire assassiner José Maria Melo, ce « qui eût été suffisant pour ternir les éclats de son gouvernement » et « qui à lui seul suffisait à éclabousser de sang les idées de son parti ». Se succédèrent ensuite, dans la colonne sur demande, des billets du conselheiro Rosa e Silva, en défense de Barbosa Lima, puis de Justus (qui n'a jamais pu être identifié, et dont les rubriques seront plus tard rassemblées en recueil), sous le titre Na defensiva (Dans la défensive), d'Argus, de D'Aguesseau et d'autres, billets qui remplissaient colonne sur colonne, soulignant tous l'innocence du gouverneur Barbosa Lima et attaquant les journaux de l'opposition, qui de leur côté allaient exploiter pendant des mois encore la mort de José Maria, ce dont finira par résulter des restrictions à la liberté de la presse.
Le 17 mai de la même année s'éteignit, en Europe, Filipe de Figueiroa Faria, copropriétaire de l'entreprise. Six jours après, le Diario remplit toute sa première page d'un travail artistique, sous forme de vignettes, figurant un mausolée, tandis que les sept autres pages du numéro présentaient des bandes de deuil entre les colonnes, et que la troisième page offrait une nécrologie et plusieurs articles sur la personnalité du défunt.

#### Loi sur la presse
La première page du numéro du 9 juillet 1895 s'ouvrait, sous le titre Imprensa (Presse), sur un éditorial de trente centimètres de haut, à propos de la loi no 140 portant régulation de la liberté de la presse ; dans la deuxième phrase de son exposé, la rédaction arguait :

« Au contraire de ce que d'autres ont pensé, le Diario de Pernambouc ne voit pas de raisons que la presse, celle qui comprend bien ses devoirs et sa mission, puisse condamner cette loi, laquelle, loin de venir restreindre son action, loin d'entraver ses prérogatives, aura pour effet de dignifier davantage sa mission. Nous nous étonnons qu'il y ait des gens pour soutenir que c'est dans l'anonymat, sans responsabilité, que réside la liberté de la presse, ou qu'elle réside dans cet abus consistant à scandaliser la société par des écrits qui heurtent les bonnes normes de l'éducation, dans ce pilori érigé dans le foyer des familles, qui le craignent — que c'est en cela, disions-nous, que réside l'indépendance et l'élévation de la presse, sa norme d'action, les buts qu'elle puisse viser. »

Citant ensuite la réflexion d'Emilio Castelar, selon laquelle « la presse est le grand piédestal de toutes les bonnes idées », l'éditorialiste souligna :

« La loi n° 140 ne fait autre chose que de mettre ces idées à exécution, sans offenser les journalistes dans leur liberté bien comprise, sans rétrécir l'orbite lumineuse où doit évoluer la presse, laquelle a, avant tout autre intérêt, le grandissime devoir de veiller à l'intérêt général, ayant toujours, quels que soient ses principes, déployé la grande bannière sous laquelle s'abritent toutes les idées susceptibles de naître en vue de rehausser la commune patrie. Le Diario accepte avec satisfaction la loi n° 140, car il voit transporté en elle le programme dont il eût souhaité qu'il fût toujours la norme d'action de la presse moralisée et scrupuleuse, de la presse qui vise d'autres fins, très différentes des rétorsions individuelles qui ne servent qu'à laisser se déchaîner les passions non contenues, qui produisent une impression tellement affligeante sur les esprits probes et par nature étrangers à ces vétilles inglorieuses qui ôtent du crédit à celui que les suscite et les alimente. »

Au dernier trimestre de cette année 1895, les articles de fond, auparavant toujours rares, deviendront monnaie courante dans le journal, l'éditorialiste traitant de thèmes généraux, comme l'agriculture, l'économie, le travail, le commerce, l'industrie, l'enseignement, les communications, les améliorations publiques, la politique internationale, etc. Par ailleurs, le journal publia des poésies de João Barreto de Menezes.
Miguel de Figueiroa Faria, principal propriétaire et directeur du Diario, décéda le 6 août 1898. Le lendemain fut publiée une nécrologie s'étendant sur toute la hauteur des six colonnes centrales de la première page.
Soucieux de combler une lacune, le Diario recommença à partir du 15 janvier 1899 à alimenter sa huitième page de contenus d'agréable lecture, sous le titre général de Album do Domingo (Album du dimanche), où le lecteur « puisse se reposer des labeurs d'une semaine entière de travail, se détendre l'esprit avec une lecture amène et variée, sans autre programme que sa propre variété et légèreté de thèmes ». Plus tard, au second semestre, de nouvelles sections seront créées, pour tenter de conjurer la décadence du journal ; ce seront entre autres Parnaso (les jours ouvrables), Medicina et Correio da Moda (Courrier de la mode).
En juin 1898 fut lancée, dans les Publications sur demande et dans les Communiqués, une vigoureuse campagne contre l'industriel Delmiro Augusto da Cruz Gouveia, qui se dira menacé de mort, et en faveur du gouverneur Joaquim Correia de Araujo et du politicien Rosa e Silva. En juillet, on pouvait lire une série d'articles sous le titre général Banditismo político, où était vilipendé le rival A Província et où l'on s'en prenait aux « stipendiés de M. José Mariano, aujourd'hui embauchés par M. Delmiro Gouveia, ces infortunés déclassés sociaux », « ces rigolettos de la presse pernamboucaine, ces imprudents souilleurs des réputations immaculées ». Le gouverneur Correia de Araujo signait lui-même des articles en sa propre défense ; d'autres n'étaient signés que par des pseudonymes.

#### Déclin du journal et rénovation d'avril 1901
Cependant, le déclin du quotidien se poursuivait. Hormis quelques éditoriaux et la section Revista Diária, qui continuait d'assurer la couverture des actualités, seuls les textes du Sur demande de Ceciliano de Mamede, avec notamment la Question des eaux (hydrologie du Pernambouc), se remarquaient encore dans ses colonnes, remplies, pour la majeure partie, d'annonces et de contenus peu intéressants, en plus des actes officiels. De même, dans les premières semaines de 1901, chaque numéro du Diario ne publiait, dans cette phase où il paraissait dans un format réduit, que les actes officiels, une longue correspondance du Portugal, la liste des personnes enterrées dans les cimetières, quelques rares dépêches, des actualités sommaires et des annonces. La typographie était ce qu'il y avait de pire, et les lecteurs inexorablement se raréfiaient. Selon Alfredo de Carvalho, « sa disparition inglorieuse était fatale, après tant de lustres de féconde activité ». Finalement, mettant un point final à cette période de décadence, la parution du journal fut suspendue le 24 mars 1901, après publication de l'avis suivant :

« Devant la nécessité de procéder à une rénovation complète, tant au plan du matériel que de la maquette du présent journal, qui entre dans une nouvelle phase, nous prevenons nos lecteurs et abonnés que sa publication reste suspendue jusqu'aux premiers jours d'avril prochain, lorsque le Diario reparaîtra réformé. »

Mise en vente publique, l'entreprise fut acquise par le conselheiro Francisco de Assis Rosa e Silva, qui confia la direction du journal au journaliste Artur Orlando. Le quotidien ressuscita ainsi, le 20 avril de la même année 1901, totalement rénové dans sa partie matérielle, d'un aspect agréable, bien qu'il fût revenu à son format maximal de naguère, à savoir huit colonnes et quatre pages. On y lut : « La nouvelle phase du Diario de Pernambuco n'a d'autre sens que celui d'une adaptation féconde au génie de son temps ». Puis, dans une autre rubrique :

« Notre préoccupation ne sera pas tant l'éloquence que l'information. C'est par le langage des faits et des événements que nous prétendons former l'opinion. Entre-temps, pour que l'information soit une réalité vivante, deux conditions s'imposent : pleine liberté de penser, curiosité publique maximum. Cependant, pour ample que soit la liberté de publier, elle n'autorise pas l'indiscrétion ni l'indécence, ni le scandale. Quant à l'injure, la diffamation et l'insulte, voilà des procédés indignes de la presse ; en effet, pour récolter le succès, point n'est besoin de manier d'autre arme que celle-ci : la vérité franche et loyale. Le Diario de Pernambuco continuera d'être un journal non partisan. »

Le 1er mai 1901 parut, sous la plume de l'éditorialiste, la réflexion suivante sur l'instruction publique :

« Le jour de la glorification du Travail, le Diario de Pernambuco profite de l'occasion pour rappeler qu'il est nécessaire de compléter la discipline de la pensée par la discipline du bras, l'éducation intellectuelle par l'éducation professionnelle. C'est ainsi seulement qu'il sera possible d'obtenir une éducation intégrale, d'armer le citoyen, non pour la guerre mais pour la paix, en lui faisant comprendre les finesses de la justice et de l'économie, du droit et du travail, des relations juridiques et des intérêts économiques. Car si l'enseignement professionnel obligatoire n'est pas organisé aux côtés de l'enseignement intellectuel, l'éducation sera une plaisanterie, et ne servira à rien sinon à aggraver le malaise social, en augmentant le nombre des déclassés, des improductifs. »

De nouvelles rubriques avaient fait leur apparition, et des sections furent créées comme Movimento agrícola, A arte brasileira, Cartas do Rio (Lettres de Rio), de succinctes Notes étrangères, Notas do Norte et do Sul, etc. Toujours en avril, le 21, fut commencée la publication, au pied de la première page du numéro dominical, de Cyrano de Bergerac, d'Edmond Rostand, dans une traduction de Carlos Porto Carreiro (cette traduction, en vers, avait déjà, il est vrai, été publiée en 1899 dans A Província). Les éditions du 14 et 15 août consacrèrent beaucoup d'espace à accueillir des reprises d'article à partir de journaux de Rio ainsi que des discours parlementaires à propos du « ruineux contrat d'exploitation des chemins de fer du Nord de la République, conclu avec des entreprises étrangères ».
Annonçant, par un article de plus d'une colonne, dans le numéro du 4 octobre 1901, l'anniversaire du conselheiro Rosa e Silva, l'éditorialiste, au milieu de longs éloges au patron de l'entreprise, observa :

« Le journal comme simple instrument de polémique ou de combattivité a disparu en même temps que disparut le « romantisme politique » et qu'advint la politique réaliste. [Grâce au] Dr Rosa e Silva, le Diario de Pernambuco est à présent un journal moderne, non une simple arme d'agression ou un instrument d'information sans plus, mais un véritable organe d'éducation civique, un manuel quotidien de propagande sociale, morale et esthétique, selon le mot pittoresque d'Edmond Pilon, un livre en petites tranches, servi aux presses. »

De nouvelles presses furent mises en service en novembre. Le journal accueillit désormais également de l'humour et de la satire, notamment sous la plume de Lulu Sena (pseudonyme d'un des rédacteurs), qui eut un franc succès, et dont les politiciens de l'opposition faisaient les frais. Le Diario ne laissa pas d'attaquer et de polémiquer avec les concurrents A Província, O Jornal Pequeno et A Folha do Povo, lesquels de leur côté critiquaient la politique menée par le pouvoir en place dans le Pernambouc.
Le 8 juin 1905, le journal lança, par la voix d'Aníbal Freire da Fonseca, qui ne signait que par trois astérisques, une enquête, avec les questions suivantes : « À quelles personnalités devez-vous votre formation littéraire ? » ; « Quel est l'esprit le mieux organisé de la génération actuelle d'intellectuels du Pernambouc ? » ; « Comment considérez-vous le journalisme de Recife, et quels sont les moyens de le remodeler ? ». Justifiant son initiative, face aux critiques d'A Província, Aníbal Freire écrivit deux jours plus tard :

« Notre intention était simplement d'instaurer une trêve, pour quelques moments encore, dans cette lutte — intime, corrosive et délétère—, lutte entre personnalités et non de principes, campagne de ridiculisation ou de haine personnelle, entreprise déloyale et improbe, qui s'étale dans les colonnes des journaux du Pernambouc, engendrant l'abattement dans l'esprit des intellectuels et prédisposant le public à envisager le journal comme une arène où se débattent seulement des questions personnelles, dans un ton de haine acrimonieuse et méprisante. »

L'initiative resta sans succès. La polémique, que finit par fuir Carneiro Vilela, dégénéra en récriminations personnelles, le Diario déclarant que l'édition d'A Província du 21 juin ne se prêtait pas à être lue par les familles. Après les élections de février 1909, la polémique entre « le plus ancien » et A Província reprendra de plus belle, avec du côté du Diario une série d'articles contre les politiciens de l'opposition.
Début 1906 furent créées de nouvelles rubriques telles que Palestras de bonde (Bavardages de tramway) et Da carteira do reporter, constituées de nouvelles légères, tandis que débuta en mars la collaboration de Justino de Montalvão, avec ses Aspectos de Paris, correspondance qu'il poursuivra pendant plusieurs années encore, à partir également de la Suisse et de l'Italie. Une autre grande collaboration fut celle de João Grave, à partir de mai, avec ses Cartas de Portugal (Lettres du Portugal), qui de même se maintiendront durant quelques années. Le voyage du président fraîchement élu Afonso Pena dans le nord du Brésil, et en particulier son arrivée à Recife le 2 juin 1906, eurent une importante couverture dans le Diario.
Le 27 juin 1907 fut lancée la rubrique littéraire As quintas (les Jeudis), qui, occupant deux colonnes de la deuxième page et destinée à « stimuler ceux qui se consacrent aux lettres », eut un censeur rigoureux, qui lisait tous les écrits qui lui parvenaient, en relégua une grande partie à la corbeille, pour publier ensuite les œuvres retenues, en vers ou en prose, dans le Diario. La rubrique prit fin en août 1908.
À partir de 1908, le journal arbora, sous son titre, la mention « Journal le plus ancien en circulation d'Amérique latine — Fondé le 7 novembre 1825 ».
De passage à Recife, où il était venu prononcer quelques conférences, Osório Duque-Estrada écrivit, pour les numéros du Diario des 16 et 18 février 1908, des textes irrévérencieux, en prose et en vers, contre Carneiro Vilela, qui l'avait attaqué dans le Correio do Recife. Le 15 mars, le feuilleton réapparut au bas de la deuxième page, avec la reproduction en plusieurs livraisons de la traduction portugaise du roman signé Jules Verne (mais en réalité entièrement rédigé par son fils Michel Verne) l'Agence Thompson and Co. En 1911, l'écrivain Assis Chateaubriand vint rejoindre la rédaction.

#### L'élection controversée de novembre 1911
Au début du second semestre de 1911, après qu'eut été annoncée la candidature du général Emídio Dantas Barreto au gouvernorat du Pernambouc, le Diario lança, avec son éditorial du 18 août, une campagne d'opposition audit candidat. Des huit pages que comptait le numéro du 31 août, deux pages étaient consacrées au passage par le port de Recife du conselheiro et patron du journal Rosa e Silva, en provenance d'Europe ; la première portait un titre sur huit colonnes avec un grand cliché, suivi de l'éditorial, de dépêches et d'actualités, lesquelles occupaient aussi toute la deuxième page, et il y eut jusqu'à un sonnet panégyrique, de la main de Domingos de Albuquerque.
Le 5 novembre 1911, à l'issue d'une âpre campagne, se tinrent les elections gouvernementales, et les adeptes du gouvernement sortant décomptèrent, pour leur candidat Rosa e Silva, une majorité de voix. Si bien que, deux jours plus tard, le Diario fêtait, avec un numéro de douze pages, à la fois la date anniversaire de sa fondation et la victoire électorale, publiant un énorme cliché du propriétaire de l'entreprise de presse et d'autres clichés du siège du journal, de la machine à imprimer, de la vieille presse de 1825, et des salles de rédaction et de l'atelier.
Le 5 novembre encore, alors que les premiers résultats du scrutin étaient connus et, depuis le début, favorables à Rosa e Silva, des manifestations populaires hostiles se produisirent, réunissant des partisans de l'autre candidat, qui vinrent défiler devant l'immeuble du journal en proférant des menaces de déprédation, de tabassage et de mort. Le 6, une protection policière ayant été sollicitée, l'immeuble fut gardé par trente soldats, qui, d'après le témoignage du médecin des pauvres Raul Azêdo, se mirent « à tirer du premier étage […] sur d'insouciants passants qui traversaient la place de l'Indépendance ». Cela n'empêcha pas les manifestants, quand sortit le numéro de l'anniversaire, d'en déchirer plusieurs exemplaires. Les menaces se poursuivirent et, malgré la présence de troupes fédérales dans les environs, la direction du Diario se sentit en insécurité et préféra suspendre la circulation du journal. Le 10, il y eut une nouvelle fusillade sur la place de l'Indépendance, lors de laquelle l'édifice fut pris pour cible et assez fortement touché, ce qui, selon Sebastião Galvão, donna lieu le jour suivant à la mise en détention de 29 « bandits ». Le Diario recommença à paraître le 21 novembre, sous la direction de França Pereira, et avec Leovigildo Júnior comme nouveau rédacteur. Dans les Várias sur la deuxième page, on pouvait lire la note suivante :

« Après quatorze jours de suspension, le Diario reparaît aujourd'hui, ce qui est certes un motif de joie intense, non seulement pour nous mais aussi pour nos dévoués amis et partisans. Il nous incombe de témoigner ici notre profonde gratitude à Son Excellence le maréchal Hermes da Fonseca, honoré président de la République, qui voulut bien satisfaire avec la plus grande diligence la requête de protection en faveur de ceux qui travaillent pour le présent journal et en faveur de sa libre diffusion, requête adressée à Son Excellence par notre loué collègue le Dr Rosa e Silva Júnior. Dans les jours qui viennent, quand cette ville sera revenue à la normalité de naguère, nous ferons la narration fidèle et dépassionnée des très tristes événements qui se sont récemment déroulés à Recife. »

Dans l'éditorial intitulé Vitoria digna (Victoire digne), la rédaction écrivait : « Le scrutin du 5 courant, dont le résultat est aujourd'hui pleinement connu, passera à l'histoire comme la plus belle affirmation des sentiments libéraux des hommes qui, dans le Pernambouc, détiennent les responsabilités du pouvoir », faisant ensuite l'éloge du pouvoir en place, qui sut renoncer à ses « avantages officiels, en recommandant la tolérance et la liberté pour toutes les parties, donnant suite à toutes les réclamations des adversaires, pour quelques-unes même sans validité, afin que ne plane, quant au résultat des urnes, pas l'ombre ni le moindre doute d'une coercition ou d'une fraude ».
Et d'ajouter, plus loin dans le texte :

« Quelle disparité de conduite ! La ville de Recife, avec toutes les très nobles traditions de sa culture, centre intellectuel du nord, terre glorieuse de juristes, de parlementaires, de publicistes et de poètes, n'oubliera jamais les scènes sordides qui se sont déroulées à la lumière crue des journées de soleil ; elle n'oubliera pas la terreur [ressentie par] la population rangée, face au spectacle féroce d'une foule irréfléchie, brandissant poignards et pistolets, rugissante dans le déchaînement des haines attisées par ceux qui ont la responsabilité mais fuient le péril, peu leur importe que le peuple meure, que les familles s'en épouvantent, que la vie intense d'une capitale soit paralysée, pourvu que triomphent leurs ambitions de pouvoir. […] L'intolérance des adversaires du Parti républicain, révélée lors des meetings à Recife, lors de manifestations de mécontentement contre les journalistes, contre nous tous et contre le Diario lui-même, qui se vit dans la nuit du 10 de ce mois inopinément criblé de balles de carabine Mauser, montre ce que serait le Pernambouc s'il se tournait vers certains politiciens haut placés. »

Après quelques autres considérations sur les manœuvres des dantistes, le quotidien souligna : « Malgré tout, est élu gouverneur du Pernambouc Son Excellence le Dr Francisco de Assis Rosa e Silva, par une majorité de 2229 voix ». La rédaction conclut en assurant le peuple pernamboucain que la période d'agitation passera et que le pouvoir législatif de l'État exercera librement son action d'épuration et que son verdict sera respecté « par l'action conjointe des pouvoirs de l'État et de l'Union, ainsi que cela s'impose pour la réputation et la stabilité de nos institutions politiques ». Le journal reproduisit ensuite le discours prononcé par le conseIheiro Rosa e Silva au Sénat, « au sujet des graves événements qui se sont déroulés dans cette capitale, dans la nuit du 10 et la matinée du 12 de ce mois ». L'orateur se plaignit qu'une partie de la garnison fédérale du Pernambouc s'était rendue complice des politiques de l'opposition, en ne faisant pas mystère de ce que, « élu ou non, le général Dantas Barreto serait le gouverneur du Pernambouc », que « les canons du fort du Brum étaient braqués sur le palais du gouvernement, pour proclamer la victoire du général, et que les électeurs avaient été contraints de voter pour le nouveau gouvernement ».
Trois jours après, le 24 novembre, la rédaction fit observer :

« Les partisans du général Dantas, et Son Excellence lui-même, déclarent que si le Congrès ne respecte pas la volonté du peuple, ce sera au peuple de reconnaître son dirigeant. Dans les dispositifs constitutionnels, il n'y a pas de place pour ce type de reconnaissance telle que préconisée par le candidat battu lors du scrutin du 5 novembre ; [cette déclaration] voudrait dire que Son Excellence est disposée au caudillisme, à dresser le flambeau révolutionnaire sur la terre pernamboucaine, en passant par-dessus les hauts pouvoirs de la République et l'autonomie d'un des plus importants États de la Fédération. »

Le lendemain, une note de peu de lignes, précédant l'éditorial, disait :

« En raison des faits d'hier, qui nous ont tous préoccupés, le Diario de ce jour diffère peu de l'édition antérieure. Outre le compte rendu des événements, donné sommairement, et l'éditorial Deux Leçons, il y a peu dans ce que nous publions [aujourd'hui] qui ne soit pas du numéro d'hier. Les lecteurs certainement pardonneront ce manque, compte tenu des événements. »

Le journal informa que la police de l'État fut chahutée quand elle sortit dans la rue, de même que son chef, Elpídio de Figueiredo, lequel fut autorisé à disperser la foule, d'abord en chargeant à la baïonnette, puis en tirant à balles réelles, provoquant des morts et des blessés. Le numéro du 24 novembre fut brûlé par le peuple révolté.
Après l'édition du 25 novembre, le journal resta de nouveau suspendu et ne reparut que le 14 janvier 1912, sous la direction de l'ancien chef de la police Elpídio de Figueiredo. Durant le jour, le Diario fut l'objet de nouvelles manifestations d'hostilité de la part de la masse populaire dantiste, en représailles à l'éditorial, qui déplorait les événements antérieurs, et à la nouvelle, parvenue de Rio de Janeiro, de l'arrivée de l'ancien gouverneur Estácio Coimbra, où celui-ci avait trouvé refuge. En raison de ces nouveaux développements, qui se produisirent désormais sous le gouvernorat de Dantas Barreto, lequel avait accédé au pouvoir le 19 décembre, en dépit de la victoire électorale de Rosa e Silva, le quotidien du matin passa quelques jours de plus sans être distribué, pour reparaître le 18 janvier, fustigeant à présent la terreur de la police, qui avait fait de la place de l'Indépendance son quartier général, en y formant un véritable cercle de fer, à telle enseigne que le mois suivant, le 17 février, des soldats en civil agressèrent le reporter Alexandre Mota et que, le 23, étaient faits prisonniers deux rédacteurs : Assis Chateaubriand et Rosa e Silva Júnior. Reporters, réviseurs et typographes cessèrent de passer la nuit chez eux, car il était dangereux de sortir des locaux du journal à la nuit tombée. Les personnes qui venaient traiter d'affaires au bureau du journal se faisaient fouiller ; les policiers menaçaient de mettre hors service le matériel, et il fut donc parfois nécessaire de travailler à portes closes. Le directeur Elpídio de Figueiredo dut chercher refuge au consulat du Portugal, puis, pour pouvoir ensuite en sortir, requit par l'entremise de l'avocat Virginio Marques un ordre de habeas corpus. Le vieil organe fut à nouveau suspendu le 27 février 1913, puis, dans la matinée de ce même jour, alors que l'édition était pour ainsi dire fin prête à être distribuée, l'imprimerie fut mise hors état de fonctionner (par un acte de sabotage consistant à mélanger les caractères), mesure « ordonnée par les autorités policières d'alors ».

#### Changement de propriétaire (1913)
Onze mois plus tard, le 26 janvier 1913, le journal du matin fut à nouveau mis en circulation, et précisa au début de son éditorial de reparution :

« Le Diario de Pernambuco entre de nouveau dans le cycle de son activité journalistique, au terme d'une longue interruption motivée par les graves événements qui agitèrent cette capitale quand, alors que son propriétaire était encore le conselheiro Rosa e Silva, il défendait, sous les plus grands périls, le drapeau du parti emmené par notre illustre contemporain, sous la direction de l'intègre Pernamboucain, le Dr Elpídio de Figueiredo. [Nous ne ferons de] compromis d'aucune nature avec le parti repoussé du pouvoir par le mouvement de 1911, [ni n'aurons] de liens partisans avec l'un quelconque des trois groupes politiques que servent présentement sous les ordres de l'honoré gouverneur de l'État. »

Mais en voici l'explication :

« L'entreprise du Diario de Pernambuco, avec tout son matériel et les locaux où celui-ci se trouve installé, appartient, depuis le 7 juillet, au colonel Carlos Benigno Pereira de Lira, industriel et agriculteur dans le présent État et dans celui d'Alagoas, ayant été en effet acquis, par achat, des mains de l'illustrissime Dr Francisco de Assis Rosa e Silva. »

La publication se poursuivit alors jusqu'au 31 juillet 1913, quand elle fut à nouveau suspendue, au motif de l'« absolue et urgente nécessité de parachever, comme il convient, quelques réformes et d'en entreprendre autant d'autres dans la partie matérielle », savoir : travaux d'électrification (lumière et énergie mécanique) dans tout l'édifice et pour toute la machinerie, montage de différentes autres machines de composition linotypes déjà acquises. Le 1er janvier 1914, le journal du matin était de nouveau distribué, mais dans un format plus réduit, de sept colonnes. Dans Ecos e Notas (Échos et Notes), qui ouvrait la première page, on lisait :

« Les luttes politico-partisanes ne nous intéressent pas, ni nous intéresseront. Nous observons et observerons la plus grande impartialité en traitant les faits qui se déroulent dans notre milieu, que ce soit en relation avec la politique générale du pays, ou avec celle de l'État [du Pernambouc]. Impartialité, toutefois, comme le pense justement l'éminent Ruy Barbosa, ne signifie pas aliénation. Le Diario de Pernambuco aura à jouer son rôle, d'enseignant d'idées ou de commentateur de faits, mais il le fera avec élévation de vue, sans préjugés, avec des critères objectifs, en accord avec la norme élevée de son programme. S'il lui advient de devoir, à contre-cœur, entrer en lutte, il ne cédera pas aux attaques personnelles, et ne faillira pas au respect dû à l'adversaire. »

Quatre jours plus tard, en raison d'une panne de machine, le Diario resta suspendu une nouvelle fois, mais jusqu'au 1er février seulement ; ce fut la dernière interruption de la période, la diffusion du journal continuant ensuite sans interruption pendant toutes les années suivantes. Ce sera l'amorce d'une grande phase du journal, qui publiait désormais de copieuses dépêches, des actualités abondantes, Ecos e Notas, A Vida Económica (la Vie économique), par Gaspar Peres, un feuilleton, une rubrique "Sortes", en vers humoristiques signés Pluma y Lapis (pseudonyme de Jader de Andrade, relayé ensuite par Antonio Custodio), O Diario nos Estados, rubrique destinée aux autres États brésiliens, mais principalement à l'Alagoas, O Diario ha 50 anos (le Diario il y a 50 ans), Indicador Profissional e Social, une bonne section commerciale etc.

### Période 1915-1924
Le 7 juillet 1915 se produisit un incident, suite lointaine de l'ancienne politique rosiste du Diario, politique pourtant abandonnée depuis le changement de propriétaire en janvier 1913 : des manifestations populaires eurent lieu contre la désignation du conselheiro Rosa e Silva au titre de sénateur pour le Pernambouc, au détriment de l'élu José Rufino Bezerra Cavalcanti. Le cortège des manifestants déboucha devant l'immeuble de la place de l'Indépendance, où des discours enflammés incitaient la foule à lancer des invectives en direction du bâtiment et à lui lancer des pierres, alors que le journal n'appartenait plus au politicien honni et avait cessé d'être politiquement orienté. Dans le numéro du 7 août, l'on apprit que la veille à 20 heures le journaliste Mário Melo, rédacteur du Diario, accompagné de ses deux jeunes enfants, avait été agressé par les frères Mário et Augusto Rodrigues. Un article de la victime paru dans la rubrique Solicitadas donna lieu à action en justice, au motif de « quelques graves accusations proférées contre la conduite du procureur de la République », c'est-à-dire le député à l'assemblée d'État et également journaliste émérite Mário Rodrigues.
Dans les derniers mois de 1915, la septième page fut totalement occupée, dans l'édition dominicale, par des contenus littéraires, offrant à la lecture, outre des reprises sélectionnées, des œuvres originales en vers. Cependant, cette célèbre page littéraire spécialisée ne dura guère, les poésies et contes allant être bientôt publiés épars dans des pages différentes, jusqu'à ce que, l'année d'après, ce type de contenu n'eût plus qu'un caractère sporadique.
Le 4 décembre, le journaliste Manuel Caitano, transfuge d'A Província, vint rejoindre l'équipe de rédaction du vieil organe, en qualité de rédacteur en chef, en raison d'une « légère divergence de forme avec mes très estimés cousins ». Deux jours plus tard, le Diario marqua son désaccord avec sa rivale A Província, à qui il reprocha d'avoir adopté une orientation de « franche sympathie pour le pouvoir dominant en place », au lieu de la position de neutralité que le journal avait longtemps maintenue, puis, en 1916, la polémique entre les deux grands organes de presse devint générale. Manuel Caitano cessa d'assumer la gestion quotidienne du Diario en janvier 1918, pour raison de santé.
Dans le même temps, le journal s'efforça d'améliorer sa formule rédactionnelle, créant même une page municipale, vouée aux actualités de l'intérieur du Pernambouc, grâce à des correspondants spéciaux.
Le 6 mars 1917, date anniversaire de la Révolution républicaine de 1817, parut une édition commémorative de ce centenaire, comprenant de nombreuses pages remplies d'œuvres illustrées, conçues spécialement, autour de l'événement. Fut également reproduit le texte du projet de constitution de la République du Pernambouc, attribué par les uns à Frei Caneca, par les autres à Antonio Carlos Ribeiro de Andrada e Silva. Sous le titre História e Histórias, Oliveira Lima publia une série de neuf articles où il défendit le 2 juillet comme date de commémoration de la Confédération de l'Équateur (1824), en polémique avec Gonçalves Maia, qui, dans les colonnes d'A Província préconisait le 24 juillet.
Une terrible épidémie de grippe, connue sous le nom de grippe espagnole, faucha de nombreuses vies en octobre 1818, bouleversant la vie de Recife, et frappa aussi le Diario, à l'égal d'autres journaux, lui faisant perdre plusieurs membres de son personnel, qui en resta réduit à moins de la moitié, et portant la rédaction à présenter ses excuses, dans son numéro du 13, « pour les défaillances, tant en ce qui concerne l'exécution du journal — reportage et information — qu'en ce qui concerne les services de distribution, de remise et de correspondance ».
Dans une série d'articles sur la 3e page, le collaborateur Oliveira Lima défendit en 1919 la candidature non partisane d'Henrique Marques de Holanda Cavalcanti, baron de Suaçuna, au gouvernorat du Pernambouc, candidature prise en étau entre celle du politicien d'opposition Dantas Barreto et celle du représentant du pouvoir en place José Rufino Bezerra Cavalcanti ; ce dernier sortira vainqueur des élections d'août et entrera en fonction en novembre.
Le 21 septembre 1919 furent commencés les travaux en vue de l'installation de nouvelles rotatives, censées avoir la capacité d'imprimer 16 pages d'un seul coup et trente mille exemplaires par heure. La Duplex Tubular était l'une des premières de ce type à être installées au Brésil. Le journal, qui déjà paraissait les dimanches avec douze pages, était désormais imprimé en deux couleurs, sur la première et la dernière page.
Au mois de juin 1920 survint, et tendit à s'aggraver, une grave crise mondiale dans l'industrie du papier, par suite de laquelle la tonne de produit, qui coûtait quelques années plus tôt 300 $, monta à 1,400 $. Le « Diario » se borna à prendre des mesures contre les abonnés en retard de paiement et à réduire à huit le nombre de pages de l'édition dominicale.
Au réveillon du 31 décembre 1920, lors d'un cérémonie festive avec orchestres, champagne et un grand nombre d'invités, l'on inaugura, dans le cadre d'un programme d'améliorations des locaux, un carillon dans la tour de l'édifice, suivi, le 27 juillet 1921, de l'inauguration, à l'étage, d'une salle de concert et de conférences, événement rehaussé par un récital de la pianiste italienne Maria Carreras. Quatre jours plus tard entrera en vigueur la loi sur le repos dominical, interdisant de ce fait au Diario d'être distribué les lundis, comme il l'avait été dans les années précédentes.
Fin 1926, Gilberto Freyre, qui se trouvait alors à l'étranger, publia dans le journal une série d'articles intitulés Da outra América (De l'autre Amérique).

#### Les élections de 1922
Durant la campagne électorale de 1922 pour la formation du gouvernement du Pernambouc, le Diario s'appliqua à observer la neutralité. Les partisans d'Eduardo de Lima Castro, d'un côté, et de l'industriel José Henrique Carneiro da Cunha, de l'autre, s'affrontaient par l'intermédiaire de la presse ou par des réunions publiques, tandis que se préparait, de la part de la garnison fédérale, une ambiance hostile à l'encontre de l'un des candidats, ce qui annonçait des jours sanglants, pour peu que dans l'autre camp existât une égale disposition à la lutte sur n'importe quel terrain. Le jour du scrutin, le 27 mai, le Diario souligna que, malgré la modération qui semblait jusque-là caractériser la crise politique locale, on ne pouvait omettre de pointer l'erreur commise par le président de la République, qui autorisait les troupes fédérales à prendre parti pour l'une des factions en présence, exacerbant ainsi les âmes et favorisant les désordres. Le journal ne fut pas distribué le 30 mai, par manque de garantie de sécurité à la suite des événements récents. Le lendemain, le commentateur du Diario blâma à nouveau l'attitude du commandant de la Région militaire, en l'accusant de lancer l'armée contre le peuple. La solution défendue par le Diario fut finalement adoptée, et le candidat élu, Carneiro da Cunha, fut remplacé par le magistrat Sérgio Teixeira Lins de Barros Loreto.
Le centenaire de l'indépendance du Brésil fut célébré par un numéro exceptionnel de quarante pages, la première desquelles portait, autour d'une illustration allusive, sur des bandes vertes et jaunes, d'un côté la légende « Salut et fraternité à tous ceux, Brésiliens et étrangers, qui vivent et travaillent sous le ciel du Brésil » et de l'autre la légende « Reconnaissance et hommage aux aïeux, précurseurs et fondateurs de la nationalité ». Dans le corps du journal figuraient des articles de collaboration signés par de grands noms des lettres pernamboucaines, ainsi que deux pages sur Pernambuco e a Independencia, qui n'était autre qu'un chapitre inédit des Anais Pernambucanos de Francisco Augusto Pereira da Costa. Peu après, le célèbre historien mourut, et ce fut également au Diario qu'il revint de publier sa dernière production.
À l'occasion du 98e anniversaire du journal, le 7 novembre 1923, Gilberto Freyre releva que l'on avait, dans le Diario, réussi à faire du journalisme, et même de la littérature, de chambre, dans un pays qui a plutôt le goût des rythmes tumultueux. Précisant sa pensée, il expliqua qu'il s'agissait d'une « aristocratie du goût. Le journalisme de chambre est l'aristocratie du journalisme, comme la musique de chambre est l'aristocratie de la musique ».
Dans le courant de 1924, la septième page fut de nouveau occupée les dimanches, sous l'intitulé Magazine, par des contenus spécialisés, entre autres : Sciences, Lettres, Arts, Carnet mondain, Variétés. Gilberto Freyre fut engagé comme rédacteur spécial, fonction qu'il remplira pendant deux ans.
Le colonel Carlos Benigno Pereira de Lira, propriétaire de l'entreprise, décéda le 11 juin 1924. Son nom continuera toutefois à figurer dans le titre jusqu'en 1930.
Le 2 juillet, le Diario sortit, pour célébrer le centenaire de la Confédération de l'Équateur, un numéro de vingt pages, bien construit, avec en première page un substantiel éditorial évoquant l'événement, éditorial flanqué d'une allégorie expressive représentant l'exécution de Frei Caneca, et dans le texte un cliché avec les signatures autographes des douze « hommes de la révolution » et diverses illustrations historiques, principalement du peintre Manuel Bandeira, agrémentant un véritable compendium des événements de 1824, réalisé grâce aux contributions d'un grand nombre d'auteurs dont Carlos da Costa Ferreira Porto Carreiro, Mário Melo, F. A. Pereira da Costa (page inédite), Gilberto Freyre, Mário Sette, Samuel Campelo, França Pereira (poèmes héroïques) et Maviael do Prado (sonnet). Le jour suivant encore, la première page était entièrement couverte d'une allégorie en hommage aux héros de la Confédération de l'Équateur.

### Centenaire duDiarioet dernières années de laRepública Velha
Le 7 novembre 1925, date du centenaire du journal, le Diario parut dans une édition d'ampleur record, de 60 pages, concomitamment avec la publication d'un ouvrage, intitulé Livro do Nordeste, lequel, épais de 264 pages de texte au total (dont 72 d'annonces), avait été composé par Gilberto Freyre, avec l'assistance technique de José María de Albuquerque e Melo. Une belle allégorie occupait toute la première page du journal, représentant au centre la presse Duplex, à côté de la presse dont sortit le premier numéro, avec fac-simile en réduction de celui-ci et du numéro actuel, accompagnés respectivement des portraits de A. J. de Miranda Falcão et de Carlos B. P. de Lira. Après un rappel du parcours du vieil organe de presse, depuis ses débuts jusqu'à aujourd'hui, on pouvait lire la déclaration suivante :

« Sont renforcées ainsi, dans la présente phase, les lignes du programme traditionnel du Diario, inspiré des urgences et des aspirations du Nordeste brésilien. S'identifiant avec les peines et les joies et les efforts et les gloires de quatre générations, la voix du Diario de Pernambuco est, pourrait-on dire, la voix du passé nordestin lui-même. Et lorsque le journal atteint à de semblables responsabilités de représentation, il perd tout droit de se subordonner aux points de vue du moment — de personne, de groupe, de classe, ou de parti — ou aux séductions de la popularité ; et il lui incombe le devoir de mettre au service des grands intérêts de toujours, par-dessus ceux du moment, voire contre eux, sa voix séculaire. »

Les cérémonies du centenaire, dont le programme avait également été élaboré par Gilberto Freyre, s'accompagnèrent d'un faste extraordinaire, avec concert matutinal, messe, réception, session solennelle à l'École normale officielle (l'actuel Institut de l'Éducation), inauguration de la plaque de la Rua Diario de Pernambuco, orchestre, feux de Bengale, etc. Dans la Bibliothèque publique de l'État, alors sous la direction de l'écrivain Umberto Carneiro, se tint, dans le salon principal, une exposition de toute la collection du Diario et du premier numéro de presque tous les journaux de Recife publiés jusqu'alors. La presse pernamboucaine en général et un certain nombre de périodiques d'autres États du pays honorèrent cette date marquante du Diario en lui consacrant jusqu'à des éditions spéciales. Le gouvernement portugais conféra au directeur Carlos Lira Filho le titre de commandeur de l'Ordre militaire du Christ, et le Cabinet de lecture portugais de Recife lui octroya le titre de membre honoraire.
Le Diario consacra beaucoup d'espace dans ses colonnes à l'arrivée du comte von Zeppelin le 17 mai 1930.

### L'ère Getúlio Vargas

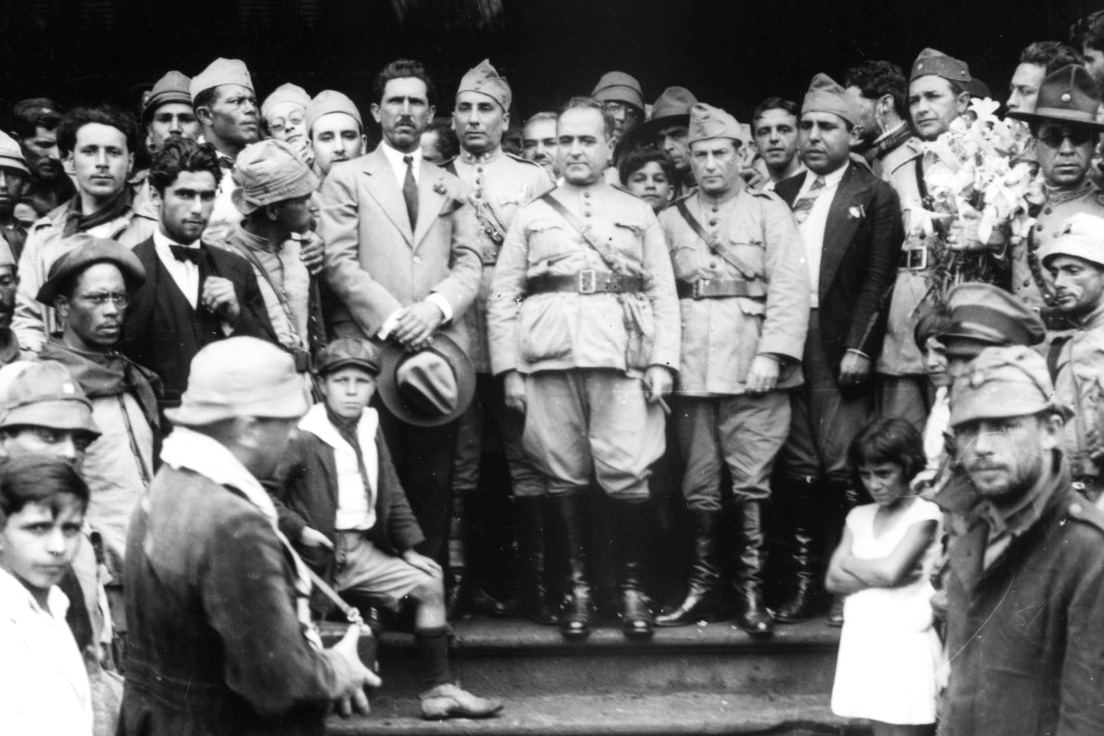
Getúlio Vargas (au centre) peu après la révolution de 1930, qui inaugura lère Vargas.

À l'été 1930, la campagne politique de la coalition Aliança Liberal battait son plein, exacerbée encore par l'assassinat, à Recife, du président de la Paraíba, João Pessoa, le 26 juillet, jusqu'à ce qu'éclata la révolution du 4 octobre. Le Diario alors cessa de circuler, pour ne reparaître que le 7 octobre, comptant seulement quatre pages, consacrées au compte rendu des événements. Ensuite parut encore un numéro de quatre pages, puis des éditions de six pages jusqu'au 11, pour revenir enfin à la normalité, c'est-à-dire 8 à 12 pages.
Dans le numéro du 16 octobre 1930, la rédaction jugea que « le pays allait de mal en pis et sans espoir de remède », ajoutant que « la révolution a fini par être, pour le Brésil vilipendé, l'unique issue possible, face à la fraude électorale absolument enracinée et dominante dans le pays tout entier ». De gros titres en une seront consacrés, tout au long de ce mois, à des sujets relatifs à la révolution et au nouveau gouvernement.
Le 17 juin 1931, à la suite d'une série de négociations, l'entreprise passa aux mains de la Société anonyme Diario de Pernambuco, fédérée à Diarios Associados Ltda. et placée sous la direction suprême de Francisco de Assis Chateaubriand Bandeira de Melo. Carlos Lira Filho rédigea un long article en ouverture de la première page, où il tint à préciser :

« « Il n'y aura, en ce qui concerne ce vieux Diario, aucun changement de cap quant à la conception de ses devoirs envers la collectivité. Le même respect pour la confiance du public, en ceci que la vérité lui sera toujours dite ; la même sérénité de jugement ; la même pondération dans la critique, là où celle-ci est opportune ; le combat, si nécessaire. Aucune attache officielle ; aucun compromis de parti ; jamais d'intention prédéterminée de plaire ou de déplaire à qui que ce soit ». »

Le 2 août fut reproduit à la troisième page le diplôme du Grand Prix par lequel le Diario fut distingué lors de l'Exposition internationale de Séville en 1929. Par touches successives, le journal du matin réussit à améliorer ses éditions dominicales, e.a. en créant bientôt une page consacrée à Vida Cinematográfica.
L'édition du 29 octobre 1931 distribuée, le journal eut maille à partir avec les autorités, qui, à la suite du soulèvement du 21e bataillon de chasseurs, suspectèrent avec malveillance l'équipe de rédaction d'être de connivence avec le mouvement, ce qui donna lieu à une perquisition de l'immeuble, à la détention d'abord du personnel de l'atelier, puis des directeurs José dos Anjos et Salvador Nigro, des assistants de rédaction et des employés de bureau, tous emmenés à la maison d'arrêt. Il n'était jusqu'à l'ancien directeur Carlos Lira Filho qui ne fût consigné à résidence. Entre-temps, l'interventeur fédéral dans le Pernambouc décréta la suspension du journal, décision révoquée peu après, en même temps que les prisonniers étaient remis en liberté. La publication, qui aurait pu être reprise le 3 novembre mais ne le fut point pour raisons d'ordre interne, ne redémarra qu'avec l'édition du 7 novembre, de 48 pages, commémorative du 106e anniversaire de la fondation du Diario. Le mois suivant, le 5 décembre 1931, une note officielle de l'interventeur fédéral déclarait ne pas permettre que le Diario continuât à contrarier « les déterminations du gouvernement », et l'accusait, alléguant des commentaires publiés par le journal au sujet des désordres d'octobre 1931, de « provoquer la discorde dans les classes armées ».
Pour autant, le journal ne cessera de critiquer, par la voie de ses éditoriaux, les erreurs des auteurs de la révolution de 1930, et de polémiquer avec les journaux favorables au nouveau pouvoir. La rédaction observa notamment :

« Le plus triste dans toute cette activité quichottesque d'aujourd'hui est que la Révolution, si souvent invoquée comme point de départ d'un assainissement des turpitudes de la Vieille République, en soit à justifier, en pleine República Nova, cette poussée d'intolérance qui n'admet d'autre voix que les louanges inconditionnels et d'autre attitude que celle politiquement favorable aux magnats de l'après-révolution. »

Lorsqu'éclata la révolution de São Paulo, le Diario, qui luttait pour une reconstitutionnalisation du Brésil, suivit « avec sympathie le mouvement », en dépit de la censure que pesait alors sur la presse.

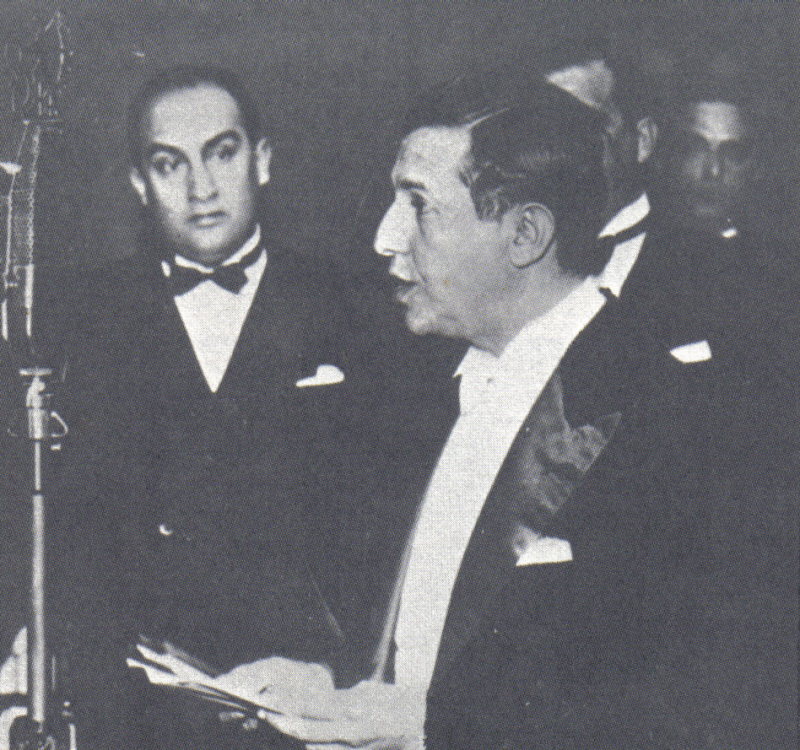
Assis Chateaubriand devint directeur du Diario en 1931. Il sera le fondateur du groupe de presse Diários Associados.

En septembre 1932, dans le cadre d'un conflit entre l'interventeur fédéral Carlos de Lima Cavalcanti et le ministre fédéral des Travaux publics José Américo de Almeida à propos de travaux hydrauliques dans le Nordeste, une troupe de la Milice civique (créée par décret du gouvernement du Pernambouc) monta vers 23 heures en armes à la salle de rédaction ; les commandants de cette escouade, s'adressant au rédacteur en chef José dos Anjos, menacèrent celui-ci à haute voix ainsi que toute l'équipe de rédaction, et annoncèrent « avoir résolu » d'interdire la publication de quelque mention élogieuse que ce soit du ministre Almeida, sous quelque prétexte que ce soit, car il était considéré dorénavant « ennemi » de l'État ; en cas de non obtempération, les directeurs et rédacteurs, sans excepter un seul, seraient roués de coups. Se sentant en insécurité, le Diario suspendit sa diffusion, et ne reparut que le 18 septembre, « se fiant à la responsabilité que M. l'interventeur fédéral, personnellement et au titre de détenteur du pouvoir et de représentant du Gouvernement provisoire, a endossée, dans un document public, en ce qui concerne toute violence, quelle qu'elle soit, qui pourrait survenir, que ce soit dans nos ateliers ou contre l'intégrité de [notre] équipe de rédaction ». Pourtant, la rédaction ajouta : « Nous savons que le climat de contrainte pèse encore sur nous. Les agresseurs du Diario continuent de proférer des menaces, alors que nous nous trouvons désarmés, la police n'ayant pas permis que nous usions d'armes pour notre défense ». Devant le retentissement qu'eurent ces faits, en particulier au sein de l'Association brésilienne de la Presse, qui en avait entièrement été mise au courant, l'interventeur leva la censure qui pesait sur les journaux. Le Diario de Pernambuco continua ensuite à attaquer le gouvernement de l'État fédéré, vitupérant ouvertement contre la répétition des mêmes erreurs qui avaient été à l'origine de la révolution de 1930, « erreurs d'administration et violence policière ».
Le chroniqueur des Várias, appuyant l'Intégralisme et le Parti économiste, critiqua la fondation du Parti social démocratique. Concernant l'Intégralisme, il écrivit dans l'édition du 23 novembre 1932 qu'il s'agissait d'« un mouvement d'idées qui peut être un point de départ vers une rénovation civique véritable du Brésil ». Le 27, il appela à  l'organisation de partis nationaux « enracinés dans l'opinion et capables d'interpréter les aspirations et les sentiments collectifs ».
Au mois de décembre 1932, le journal s'engagea vivement, par une campagne rédactionnelle, au travers notamment de commentaires et d'entretiens, en faveur de l'inscription, dans la constitution brésilienne, des Travaux contre la sécheresse, tendant à élever ceux-ci au rang d'« obligation nationale ». D'autre part, le Diario réclama une solution au problème du logement pour les plus démunis, déplorant, dans le numéro du 19 mai, qu'après quatre ans d'administration, le gouvernement révolutionnaire n'eût toujours pas porté attention à un sujet d'une telle importance.

#### Faillite et résurgence
Le 23 juillet 1934, le journal du matin ne fut pas distribué et, après que les propriétaires eurent requis le dépôt de bilan de l'entreprise, resta ensuite suspendu pendant plusieurs jours, ne reparaissant à la surface qu'à partir du 1er août, à titre temporaire et sous la tutelle des syndics. Le 3 septembre, Gilberto Freyre et Ismael Ribeiro étaient désignés directeurs effectifs. La faillite du Diario, intervenue en 1934, sera le déclencheur de toute une série de publications payantes, à caractère polémique, sous la responsabilité de leur auteur respectif. Après avis favorable du tribunal compétent, le vieux quotidien fut définitivement incorporé dans la structure de presse des Associados.
Le 20 novembre 1934, Gilberto Freyre démissionna de son poste de directeur, qu'il n'avait accepté d'occuper que pour la phase de réorganisation du Diario, puis continua à lui prêter son concours en qualité de collaborateur. C'est Aníbal Fernandes qui assumera la charge de rédacteur en chef.
En janvier 1935, le journal adopta dans ses éditions dominicales un troisième cahier, tabloïde de huit pages, contenant des reportages illustrés sur les événements mondiaux, des histoires célèbres, des curiosités et des biographies de grands hommes. S'y surajoutèrent une série d'éditions spéciales, notamment consacrées à : la Paraíba (le 2 mai, de 26 pages, avec une gravure de Luiz Jardim), Alagoas (le 28 juin, de 26 pages également, avec des illustrations de Manuel Bandeira et de Paulo Afonso), l'industrie du sucre et de l'alcool (30 juillet, 26 pages également, dessin de Paulo Afonso), la culture et l'industrie cotonnières (17 septembre, de 32 pages), etc.

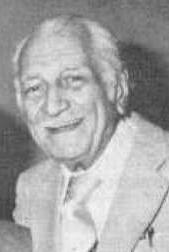
Le sociologue et écrivain Gilberto Freyre, l'un des grands collaborateurs du Diario dans les premières décennies du XXe siècle.

Sous la nouvelle direction, l'équipe de collaborateurs augmenta non seulement en nombre mais aussi en qualité. En février 1936, de nouvelles améliorations furent introduites qui vinrent grossir encore les numéros, y compris du dimanche. Les éditions dominicales s'enrichirent des rubriques Fôro e Judicatura (Tribunaux et Magistrature), A vida nos campos (la Vie dans les campagnes), de pages illustrées sur la mode, d'une chronique de radio, de curiosités et d'événements internationaux, le troisième cahier étant voué aux sports. Des articles de fond traduisant la pensée de la direction, signés par Assis Chateaubriand, Austregésilo de Athayde ou par d'autres, seront publiés journellement.
De grandes personnalités étrangères allaient figurer aussi parmi les collaborateurs occasionnels du Diario, dont en particulier : Winston Churchill, Georg Bernhard, Theodor Wolff, Pierre-Étienne Flandin, André Maurois, Eugène Borel, Norman Angell, Robert Mackay, Robert Neumann, Ignacy Paderewski, Rina Simonetta, Frank Gervasi, David Lloyd George, Gabriela Mistral, Karl Henry von Wiegand, Álvaro de las Casas, Angelo Gatti, Anthony Gibbs, Pina Ballario, Yvon Delbos et le comte Sforza.
Dans le même temps, la presse pernamboucaine était à nouveau soumise à une rigoureuse censure. Le 10 août 1936, le capitaine Frederico Mindelo, secrétaire de la Sûreté publique, convoqua dans son bureau tous les directeurs de journal de Recife, et leur tint le discours que la censure aurait désormais, conformément à l'orientation du gouvernement de l'État fédéré, à être pratiquée par les directeurs eux-mêmes, en accord avec les normes suivantes : empêcher la publication de nouvelles et d'articles susceptibles de porter atteinte de quelque manière que ce soit à l'ordre public et aux mesures prises pour la garantir, ou renfermant des critiques aux autorités de l'armée et de la police militaire. Le commentaire de questions de nature administrative continuerait d'être permise, pour autant qu'un langage irrespectueux ne soit pas employé ou que des offenses à l'autorité publique ne soient pas proférées. La communication de ces consignes fut clôturée par la phrase comminatoire : « les directeurs des journaux auront à répondre de la non observance de ces recommandations ».
À partir du 8 juin 1937, le Diario lança une page quotidienne à contenu non issu de l'équipe de rédaction, intitulée Pela dignidade e pelos interesses de Pernambuco (« Pour la dignité et les intérêts du Pernambouc »), page créée à l'initiative de la dissidence du Parti social démocrate, sous la responsabilité de députés (fédéraux et de l'assemblée du Pernambouc) et de conseillers municipaux qui faisaient de l'opposition au gouvernement de l'État fédéré. La tribune se présentait comme destinée à « éclairer l'opinion publique, en démontant le filet de tromperies dans lequel s'épanouit le génie et se trament les fragiles processus de nos adversaires communs », ajoutant que la révolution n'avait « en rien contribué à l'amélioration des conditions politico-sociales, économiques et financières du Pernambouc ». Ladite page, qui contenait toute sorte de critiques et de gausseries sur l'administration de Carlos de Lima Cavalcanti, se prolongea jusqu'au 24 septembre 1937. Plus tard dans l'année, les 10 et 11 novembre, des éditions spéciales, du soir, annonçaient la promulgation de la nouvelle constitution brésilienne, la dissolution du Congrès et l'intervention fédérale dans le Pernambouc.
Au début de la Deuxième Guerre mondiale, en septembre 1939, parut une succession de numéros hors série, composés à grand renfort de dépêches télégraphiques. Ensuite, le Diario s'engagea en faveur de l'entrée du Brésil dans le conflit aux côtés des alliés, et en faveur de l'envoi d'une force expéditionnaire brésilienne. Fut ouverte en outre une souscription populaire en vue d'offrir une ambulance à l'armée britannique. En avril 1943 parut un supplément de guerre, tabloïde de quatre pages, publié les jeudis, et joint à tous les titres du groupe de presse Associados.
Le journal, en concertation avec les autres journaux de la capitale pernamboucaine, décida une augmentation du tarif des abonnements, justifiée par la « situation toujours plus difficile et précaire » dans laquelle se trouvait la presse brésilienne par suite de la guerre et qui entraînait « des prix alarmants du papier et de toutes les matières premières entrant dans la confection du journal ».

### Immédiat après-guerre et derniers jours de l'Estado Novo
L'année 1945 fut une année de lutte pour le vieil organe de presse, qui se déclara d'emblée favorable à la candidature du maréchal de l'air Eduardo Gomes à la présidence de la république, et consacra beaucoup d'espace à la campagne électorale. Dans le cadre de cette dernière, lors d'une réunion publique organisée par des étudiants de la faculté de droit, dans la soirée du 3 mars 1945, où des orateurs se succédaient au balcon du premier étage du siège du Diario pour prononcer des discours, des coups de feu partirent de la place de l'Indépendance, dont un atteignit à la tête l'étudiant Demócrito de Souza fils, qui succomba sur place, tandis que dans la cour intérieure périt un commerçant et que dix autres personnes furent blessées. À la suite de ces incidents, l'immeuble fut occupé par la police militaire ; les matrices de l'édition du 4 mars furent saisies, et appréhendés le reporter Hélio Pinto à 11 heures du soir, le rédacteur en chef Aníbal Fernandes à deux heures et demie du matin, puis les autres rédacteurs, qui furent tous conduits à la maison d'arrêt, mais remis en liberté dans le courant de la matinée. Le journal fut interdit de parution, jusqu'à plus ample délibération du gouvernement. L'occupation militaire de l'immeuble prit fin le 5 mars, et la diffusion du journal fut à nouveau autorisée, moyennant censure préalable. En désaccord avec celle-ci, la direction préféra continuer à suspendre le journal en attendant le résultat de la demande de protection introduite e.a. par les avocats Antiógenes Chaves et Nehemias Gueiros.
Accusé, selon les termes d'une note officielle, d'avoir encouragé l'anarchie et la révolution, le Diario eut cependant l'entière solidarité de la présidence de la faculté de droit, qui déclara publiquement la police civile responsable de l'attentat.
La demande de protection ayant été satisfaite par le juge, le journal put reparaître dans la soirée du lundi 9 avril, dans une édition extraordinaire, dans laquelle fut incluse la page 4 de l'édition du 4 mars, qui avait été détruite par la police, mais qui, les matrices ayant déjà été fondues, avait pu être sauvegardée et figurait maintenant comme document historique. Ladite page, remplie d'informations et de commentaires sur les événements de la veille, condamnait explicitement l'attentat. Dans l'éditorial, s'étendant sur trois colonnes, rédigé par Aníbal Fernandes, la responsabilité de la fusillade fut imputée au gouvernement. Tout le restant de l'édition spéciale consistait en des articles signés, des reportages, des entretiens et des dépêches, qui tous stigmatisaient le sanglant incident.
Au mois de mai, Aníbal Fernandes, jusque-là directeur de facto du journal, assuma cette fonction de façon effective. Le 2 septembre 1945, le journaliste fut agressé par des inconnus lorsque, rentrant de la rédaction, à une heure du matin, il pénétrait dans le jardin de sa résidence, dans le quartier de Boa Viagem, et reçut des blessures à la tête et au visage. Le 19, dans la foulée de menaces de sabotage des presses du journal, des exemplaires du Diario furent arrachés des mains des distributeurs et déchirés. Néanmoins, le Diario poursuivit sa campagne politique en faveur du brigadier Eduardo Gomes et contre l'action du gouvernement du Pernambouc, au travers d'articles véhéments. Finalement, la destitution du dictateur Getúlio Vargas étant chose faite le 30 octobre, la campagne du queremos, que le Diario avait tant combattu, prit fin. Le journal retrouva alors une existence normale.
En novembre 1945 commença une série de numéros consacrés au 121e anniversaire. L'équipe de rédaction conclut son éditorial de la manière suivante : « Les tyrans fascistes finiront toujours par passer, quelle que soit leur envergure. Mais le présent Diario continuera, génération après génération, fidèle aux principes qui lui ont toujours servi de boussole ».
Le numéro du 28 mars 1946 consacra une large part de sa première page à la pose de la première pierre du futur siège du journal « le plus ancien », et illustra cette nouvelle par de nombreux clichés, notamment de célébrités locales et de la haute direction du groupe de presse Associados.
Le supplément littéraire, dont la parution avait été une nouvelle fois interrompue, revint en décembre 1946, accompagnant les éditions dominicales et comportant quatre pages. L'année suivante, il fut considérablement amélioré et s'agrandit à huit pages, dont la dernière devait, à partir du 16 décembre, héberger la section Literatura da Semana (Littérature de la semaine), initiative de Mauro Mota et d'Edison Regis de Carvalho.
Le 19 août 1949 à 8 h. 30, c'est-à-dire à la date et à l'heure auxquelles, un siècle auparavant, naquit Joaquim Nabuco, l'horloge de la tour de l'immeuble de la place de l'Indépendance, « arrêtée depuis plusieurs années, se remit à mouvoir ses cloches ». Deux jours après sortit une édition spéciale, sur la première page de laquelle figurait, sous l'épigraphe « 1849 — Hommage au centenaire de Joaquim Nabuco — 1949 », une allégorie assortie de deux effigies du grand homme politique et historien brésilien. Le supplément du même numéro, soit 16 pages, était tout entier consacré à Nabuco, avec reproduction d'autographes et de sonnets de celui-ci, et évocation de sa vie et de ses travaux.
La page Pelos Municípios, lancée en juin 1949 et publiée les dimanches, passa le mois suivant à un rythme quotidien, initiative qui donna une forte impulsion à la diffusion du Diario dans l'intérieur du Pernambouc, grâce à la publication constante d'actualités et de commentaires sur les événements et les besoins particuliers des municipalités pernamboucaines de l'intérieur.
Le 7 novembre 1950, le journal du matin annonça le 125e anniversaire de sa fondation, que l'on fêta par un dîner de 300 couverts, que présida le vieil Assis Chateaubriand, par une messe d'action de grâce, par de grandes festivités populaires sur la place de l'Indépendance, et par une édition commémorative de seulement 24 pages.
À partir du 11 mai 1952, le Diario paraissait tous les dimanches composé de trois cahiers (c'est-à-dire avec deux suppléments), le deuxième desquels accueillant trois pages de littérature, deux de sujets féminins, une de cinéma et une autre consacrée à la radio.
Le 27 janvier 1954 parut un somptueux numéro dédié au tricentenaire de l'Insurrection du Pernambouc, avec les 16 pages du deuxième cahier remplies de textes en rapport avec le grand événement historique, et composées par une brochette d'auteurs connus, dont Nilo de Oliveira Pereira, Luís da Câmara Cascudo, José Wasth Rodrigues, monseigneur cardinal Augusto Álvaro da Silva, Eustórgio Wanderley, João de Deus Oliveira Dias, Pedro Calmon etc.
Le 14 juin 1954, la rédaction rendit hommage au journaliste Aníbal Fernandes, — qui s'apprêtait à entreprendre, de nouveau, un voyage pour l'Europe, et qui devait en juillet totaliser quarante ans d'activité au Diario de Pernambuco —, en apposant son portrait dans la salle de direction. De l'Ancien Monde, celui-ci fit parvenir une série de Correspondances, puis, de retour à Recife, continua à écrire, jusqu'à la fin de sa vie, sa savoureuse chronique quotidienne Coisas da Cidade (Choses de la ville), en plus d'articles signés, publiés journellement sur la quatrième page.

### Restructuration de janvier 2015
En janvier 2015, le groupe de presse Diários Associados, avec siège au Pernambouc, et dont faisait partie le Diario, fut racheté à concurrence de 57,5 % des actions par Hapvida, groupe appartenant à Canadá Investimentos, pour constituer un nouveau holding, nommé Sistema Opinião de Comunicação, propriété de Cândido Pinheiro, qui en devint l'associé majoritaire. Une opération semblable toucha plusieurs autres entreprises de presse dans la Nordeste, Canadá Investimentos apparaissant désormais comme le principal holding de communication dans cette partie du Brésil. Il a été précisé que le holding sera présent dans les États du Ceará, du Pernambouc, du Rio Grande do Norte, de la Paraíba et d'Alagoas.